# TOP밴드 (시즌 1)
《TOP 밴드》(탑밴드)는 KBS 2TV에서 2011년 6월 4일부터 12월 17일까지 방송된 밴드 서바이벌 프로그램이다. 아마추어 밴드들이 참여하여 경연을 펼치는 서바이벌 프로그램으로 참여밴드와 밴드 마스터 간의 1:1 코치제도가 존재한다.

## TOP 코치
| 코치     | 진출 밴드       | 탈락 밴드                               | 패자 부활     |
| -------- | --------------- | --------------------------------------- | ------------- |
| 김도균   | 제이파워        | BBA, 라이밴드, 파티메이커               |               |
| 신대철   | 게이트 플라워즈 | 하비 누아주, 비스, 리카밴드             |               |
| 정원영   | 톡식            | 시크                                    | WMA, 라떼라떼 |
| 신해철   |                 | S1, 번아웃하우스                        |               |
| 남궁연   | POE             | 엑시즈, 업댓브라운                      | S1            |
| 체리필터 | 2STAY           | 진수성찬, 이븐더스트, 블루니어마더      |               |
| 노브레인 |                 | 아이씨사이다, 브로큰 발렌타인, 블루오션 | 번아웃하우스  |
| 한상원   | 라떼라떼        | WMA                                     |               |

## 예선

### 1차 예선
- 3일간 4개 스튜디오에서 동시 진행, 총 27명 심사위원
- 심사방법 : 3명의 심사위원 중 TOP이 2개 이상이면 합격, TOP이 2개 이상이

면 불합격
- 심사위원

김도균, 유현상 (백두산)
김영석 (노바소닉)
김세황 (넥스트)
DK (가리나 프로젝트, 딜라이트, 노라조의 뮤직 프로듀서)
조유진, 정우진, 연윤근, 손스타 (체리필터)
전태관, 김종진 (봄여름가을겨울)
송홍섭 (프로듀서, 베이시스트)
이현석 (기타리스트)
노영주 (보컬 트레이너)
박권일 (음악감독)
김현정 (가수)
유영석 (작곡가 겸 가수)
신대철 (시나위)
채제민, 정동하 (부활)
한상원 (한상원밴드)
이한철 (가수)
정원영 (정원영밴드)
이성우, 황현성 (노브레인)

워킹노츠 신청옹 FREE MARKET 쌍무지개 플라타너스 BRIX 테어테블 팜레코드하우스 UNTITLE01 민트톱
소그난도 ROTS 장포크밴드 AXCEED S4 정직한멜로디 빔아이즈 빔 FB25 시크 
처음처럼 ACME
락구렁이 민폐보이즈 웁스 나이스 원수진 사람들 유포리아 고망똘라 세종밴드 M.I.Rock 
해피바이러스
부치쉐이크 오비이락 퍼플베리 미스터밴드 잉크스프레드 메바위 유니버스 메디아스 테이
져 허브솔트
B.T.L. 블루레인스 리믹스 EASY BOY DA-WON 웁스큐어 날벼락 그런 밴드 핫소스 뻥튀기
Remnats of the Fallen 더크랙 즐뺀 블루오션 아르시스 이빨스 Hell'ow8 KIN The Black
Shoe 꿀단지
중동대로 TOM BAND 글루미몸키즈 한울밴드 SNG 비블리카  BELLUS BAND Minha 시너지 초면
오후 BOG 2기 장거리 플라빈 이판사판 LTS 에피소드 Refresh 갑근세 해피박
스  S.K.Y 좋은 친구들
java 11 세상밖으로 Crack Brain September 9 weeks BOS 1기 Wini Chung Funny!Fun! Everybody Knows
레드트레인 Insert Coin 씬Chien 파란 Funeral Of August MOA 팡팡밴드 난반댈세 300Miles 루나탁  G.O.M
알토이즈 형님밴드 Orange and Take's 쓰레기스트 BREAK Flash Cube 빗자루 뭄바이 
Lucete 애오라지 No.24
글로리 앙상블 락앤룰 캣츠 도투락 S1 EROS Center Finger E.fs 야광별 
Eant Match 러버더키
유기농증촉기 M6 Beginning CODE-A X-Tacy 어린이보호구역 300 이상한 술집 Ade Whatever 타로밴드
Jimmy 리카밴드 CCTV 지극히 평범한 Legacy Hunter 속사포밴드 Maclub 지바노 Mint
 황금물결 High Quality laoe
Urton 5 The Cotton 스마일와이 Maddog 퍼플트리 블랙채리 죽은시인 BIS 모습 DABDA 다른이름 Dm WMA
Unnamed Band MIJI The Snowbreaker NU Fishermans RO.E Boomin Stereo Like a Springs 
피닉스
방울악단 Catch Sound 모비션 베짱이 오아시스 마지막 선물 E.M.L Band Ignition 십대욕
구 Egaero
포춘 아일랜드 코인 클래식 이동원 밴드 공간 와삭크래커 Trace HAZA So'k Geenie Band
 미스터 하이트 박사장 The Automeds
게이트플라워즈 Knock 클로리데이즈 에센스 멘틀즈 서둘러 만든 밴드 ignton 카탈리스트 중복 심플맨 나무 이슈타르 VISIT
Extra Garlic Sauce 진수성찬 오렌지플레인 G.O.S 라이브밴드 Holics 9 CRUX 시월밴드 
B.O.B 4 Rints
제이파원밴드 요란 Vandits Black Bag 귤 글로웨이 라라라 Eighteen April 다토 약간 매운맛
클린치 Trunk V Band 블루스챔버 Emergency Switch 노르딕 Sounds Hills 지소향 Daisy
 멜팅팟
하카누카 Love My Self 2now Reverb S-band 시계 태엽 오렌지 P-5 예상밖의 일주일 덕벤
64 햇귀 간기능 저하
The Oscar 신가람 Purple Train Around zero T Refresh 스펙터 용의자 The Way Out
 John Lemon
Delight Old Band 브라운트리 친절한 밴드 아날로그프릭 SuperNote 레이디 버드 데저트레인 포커페이스
멜랑콜리 스튜디오 바스터즈 비상 통화장치 스윗 센세이션 훌랄라 악몽 유령진동증후군 이루리 프로
젝트 한꿋 Polymer Six 락스타 프로젝트
학동역8번출구 On A Saturday 융단폭격 BMCC Between The Walls 꿈꾸는 서랍 Cowslip 하연
The DAZE Snef 탈밴드 The Cell mOtiVe 저예산 블럭버스터 마술고양이 Fuzzy Air 
18% 울산밴드 봉우리
버닝키스 THE LUCKY PIG F-Tones 스트릿 챔버 사운드Street Chember Sound 이성우 밴드 퍼니코크 요술당나귀 더 레몬 M.O.T
MUSICASKYOU YTK 브라스 밴드 16옴 NO REASON Stony Fly Blue Bird 64.5도 야마부타 블
루라라
On The Spot 너와 나 EVENDUST 프라이드밴드 POE Read'F EARTHQUAKE 불타는 금요일 
Rolick 수요예술무대
줄라이밴드 안될놈들 고소한마요네즈 엔지니어스 FREEDOM 트리플릿 FAR THE RUN The Stray 수노 밴드
Sound Boom 꽃미녀 밴드 레몬 사인 Merry-Go-Round Rambler BuT RetsmooD 한라산펭귄 원
래그런시스템
Stay Home Mento Take Out 업댓브라운 터닝포인트 Storm Bringer 빨간신발 2STAY 대충대
충 쉬엄쉬엄
브로큰 발렌타인 슈퍼베짱이 Unmute SugarSkin 모모밴드 Soundpolis The Spanish lounge 빅샐러리
버라운드 파더련밴드 클럽오드 밴.하.사 사자 삐따기들 노스폴 방구펑크 DeepFloRain
 무드살롱 함스밴드
Nothing So.No 철인머드 소울세션 KTop Soma 파티메이커 소화기 딕펑스 윤
기수 The EmBed 블랙체리
SPIRIT LADY PURPLE 팜팜 치어리더 밴드 머니벅스 앤초비 로큰롤키즈 곱창에 소주 Yellow Tail
 메탈웨어 N.E.S
PANORAMA 크림슨 DAZE 데이즈 다섯명 희망 소나무 NAKED 드림 05 점
밴드 EVER Sunset Band 라루나
이데아 EMWS ROUGH 기억 Hellion 인덱스 아홉번째 NEVER MIND D'HAIT GST27
에이프릴 브루스타 정의의 용사 펑크싹스 LEEPAK 런닝구락부 백부심 TWO5 11시 5K밴드 Soar
탑키즈밴드 팅커벨 어느덧 BBA COMA VOODOO CHILDREN Last of The Diehards Blue Blood 
드레인어스 알밴드
이지혜밴드 나비잡 BOPS 서울개인택시그룹사운드 퍼플루 베스트프렌드 밴드 문지당 Fridat Ins
크리스피노트 B.B.PUCKS 하비누아주 나무밴드 화려한 외출 N1 항상 기뻐하는 사람들 RED+ 이카루스 The Dreamers
P.M Factory 마리셔사 방금집나감 번아웃하우스 Pearl N Grey Garden 촉 Loose 특밴 
IMR Pimp
Paper Tree 슈퍼플레이 Desire 바이올렛톤 리믹스 모모필드 일주일전 설마밴드 Rain
Drop Carpe Diem Deep in Mind
Mens Laughter 라이밴드 미지밴드 레이밴드 블루니어마더 The Tone Heart Track 펑콘 이
삭 Frozen
동방원정대 아프니까 청춘이다 늦봄 Sonic of Stun SOUNDZ 꿀나잇 클랩파이 Beat Crush 
색종이 가위
영호밴드 4-Nines AXIZ 징징이와 친구들 MATUS HBL RED Manhole Moon Patrol 치바사운드
스모킹프리 로드노트 톡식 모션픽쳐 라떼라떼 Always 밴드마고 해쉬브라운 E.M.P 밴
드 바운드랙스
Soar of Falcon Space Papa Overload Ai 밴드 엔틀리히 섹시코만도 다탈리오 블랙민트  
페이데이 KGB
밝은누리밴드 Vinylgrape VK그룹 ICYCIDER ZOO밴드 Bloodstain 고탄력밴드 닥터미라클 
니가대장 리듬팩토리밴드
헤어포스원 OMG Radiant Pal 몽상가들 VIA Delight 아니 땐 굴뚝 오션밴드 더메어리스
 Racy Blue
신나밴드 Like a Wind Munk 요맘때 밴드 15.5 Sacred Heart Tear the Shadow B.I.D 유병
옥 이스크라
정든밴드 슬라이드로사 주의사항 베타밴드 낙화 유은호빅밴드 벤토 어제는 미안했다 시
간외수당 체르니 BLACK SWAN
낭만밴드(쓰리라인슬리퍼즈) Stump town O'Dio 어쿠스트렛 레이시블루 송진섭밴드 창세기 
Cosmoflower Thanks Brothers 프로토타입 Urban Daisy
애머런스 리턴 리트로 Neon Stripes 엑소시스트 오렌지플래닛 베케이션 노트챕버 O.N
funk 오르가자미
네파밴드 방카스토리 더언노운스 FM 드라이버 샘울림 꼼지락밴드 에스트리드 DC9VOLT 시
나브로
에반게일스타 황금휴일 안녕마당 익스트릭 리듬속의멜로디 데일밴드 이츠라이커 부재중 T-time 블랙러시안 소리나무
Thursday Morning Band 밴드 맥거핀 페가수스 엔어베이트 세이진 Takeout Jazz West Nile Cluster
 레이디굿맨
제로스 D.H.M 달토끼 Spthe# 옆집아저씨들 EDDY Stitch 노트챔버 거기서거기 오시어스 RaiB
D.P.A An-coustic 안티키라 Call밴드 Mothership A-Aoid Friday 블랩스톤즈 소프 French Fries
스모킹구스 라쏘시엘 Ricer Tree Monkey Pee Quartet No Respect For Beauty 바닐라스카이 POLY 골든
티켓
천지창조 레디메이드 / 총 661팀

워킹노츠 신청옹 FREE MARKET 쌍무지개 플라타너스 BRIX 테어테블 팜
레코드하우스 UNTITLE01 민트톱
소그난도 ROTS 장포크밴드 AXCEED S4 
정직한멜로디 빔아이즈 빔 FB25 시크 처음처럼 ACME
락구렁이 민폐보이즈 웁스 나이스 원수진 사람들 유포리아 고망똘라 세종밴드 M.I.Rock 해피바이러스
부치쉐이크 오비이락 퍼플베리 미스터밴드 잉크스프
레드 메바위 유니버스 메디아스 테이져 허브솔트
B.T.L. 블루레인스 리믹스 EASY BOY DA-WON 웁스큐어 날벼락 그런 밴드 핫소스 뻥튀기
Remnats of the Fallen 더크랙 즐뺀 블루오션 아르
시스 이빨스 Hell'ow8 KIN The Black Shoe
 꿀단지
중동대로 TOM BAND 글루미몸키즈 한울밴드 SNG 비블리카  BELLUS BAND Minha 시너지 초면
오후 BOG 2기 장거리 플라빈 이판사판 LTS
 에피소드 Refresh 갑근세 해피박스  S.K.Y 좋은 친구들
java 11 세상밖으로 Crack Brain September 9 weeks BOS 1기 Wini Chung
 Funny!Fun! Everybody Knows
레드트레인 Insert Coin 씬Chien 파란 Funeral Of
August MOA 팡팡밴드 난반댈세 300Miles 루나탁  G.O.M
알토이즈 형님밴드 Orange and Take's 쓰레기스트 BREAK ROMANTIC Flash Cube 빗자루 뭄바이 Lucete
 애오라지 No.24
글로리 앙상블 락앤룰 캣츠 도투락 S1 EROS Center Finger E.fs 야광별 Eant Match 러버더키
유기농증촉기 M6 Beginning CODE-A X-Tacy 어린이보호구역 300 이상한 술집 Ade Whatever 타로밴드
Jimmy 리카밴드 CCTV 지극히 평범한 Legacy
Hunter 속사포밴드 Maclub 지바노 Mint 황금물결 High Quality laoe
Urton 5 The Cotton 스마일와이 Maddog 퍼플트
리 블랙채리 죽은시인 BIS 모습 DABDA
 다른이름 Dm WMA
Unnamed Band MIJI The Snowbreaker NU Fishermans RO.E Boomin Stereo Like a Springs 피닉스
방울악단 Catch Sound 모비션 베짱이 오아시스
 마지막 선물 E.M.L Band Ignition 십대욕구 
Egaero
포춘 아일랜드 코인 클래식 이동원 밴드 공간 와삭크래커 Trace HAZA So'k Geenie Band 미스터 하이트 박사장 The Automeds
게이트플라워즈 Knock 클로리데이즈 에센스 멘틀즈 서둘러 만든 밴드 
ignton 카탈리스트 중복 심플맨 나무 이슈타르 VISIT
Extra Garlic Sauce 진수성찬 오렌지플레인 G.O.S 라이브밴드 Holics 9 CRUX 시월밴드 B.O.B 4 Rints
제이파원밴드 요란 Vandits Black Bag 귤 글로웨이 라라라 Eighteen April 다토 약간 매운맛
클린치 Trunk V Band 블루스챔버 Emergency
Switch 노르딕 Sounds Hills 지소향 Daisy 멜팅팟
하카누카 Love My Self 2now Reverb S-band 시계 태엽 오렌지 P-5 예상밖의 일주일 덕벤64 햇귀 간기능 저하
The Oscar 신가람 Purple Train Around zero T 
Refresh 스펙터 용의자 The Way Out John Lemon
Delight Old Band 브라운트리 친절한 밴드 아날로그프릭 SuperNote 레이디 버드 데저트레인 포커페이스
멜랑콜리 스튜디오 바스터즈 비상 통화장치 스윗 센세이션 훌랄라 악몽 유령
진동증후군 이루리 프로젝트 한꿋 Polymer Six 락스타 프로젝트
학동역8번출구 On A Saturday 융단폭격 BMCC Between The Walls 꿈꾸는
서랍 Cowslip 하연
The DAZE Snef 탈밴드 The Cell mOtiVe 저예산 블럭버스터 마술고양
이 Fuzzy Air 18% 울산밴드 봉우리
버닝키스 THE LUCKY PIG F-Tones 스트릿 챔버 
사운드Street Chember Sound 이성우 밴드 퍼니코크 요술당나귀 더 레몬 M.O.T
MUSICASKYOU YTK 브라스 밴드 16옴 NO REASON Stony Fly Blue Bird 64.5도 야마부타 블루라라
On The Spot 너와 나 EVENDUST 프라이드밴드 POE Read'F EARTHQUAKE 불타는 금요일 Rolick 수요예술무대
줄라이밴드 안될놈들 고소한마요네즈 엔지니어스 FREEDOM
 트리플릿 FAR THE RUN The Stray 수노 밴드
Sound Boom 꽃미녀 밴드 레몬 사인 Merry-Go-Round Rambler BuT RetsmooD 한라산펭귄 원래그런시스템
Stay Home Mento Take Out 업댓브라운 터닝포인트 Storm
Bringer 빨간신발 2STAY 대충대충 쉬엄쉬엄
브로큰 발렌타인 슈퍼베짱이 Unmute SugarSkin 모모밴드 Soundpolis The Spanish lounge 빅샐러리
버라운드 파더련밴드 클럽오드 밴.하.사 사자 삐따기들 노스폴 방구펑크 DeepFloRain 무드살롱 함스밴드
Nothing So.No 철인머드 소울세션 KTop Soma 파티메
이커 소화기 딕펑스 윤기수 The EmBed 블랙체리
SPIRIT LADY PURPLE 팜팜 치어리더 밴드 머니벅스 
앤초비 로큰롤키즈 곱창에 소주 Yellow Tail 메탈웨어 N.E.S
PANORAMA 크림슨 DAZE 데이즈 다섯명 희망 소
나무 NAKED 드림 05 점 밴드 EVER Sunset Band 라루나
이데아 EMWS ROUGH 기억 Hellion 인덱스 아홉번째 NEVER MIND D'HAIT GST27
에이프릴 브루스타 정의의 용사 펑크싹스 LEEPAK
 런닝구락부 백부심 TWO5 11시 5K밴드 Soar
탑키즈밴드 팅커벨 어느덧 BBA COMA
 VOODOO CHILDREN Last of The Diehards Blue Blood 드레인어스 알밴드
이지혜밴드 나비잡 BOPS 서울개인택시그룹사운드 퍼플루 베스트프렌드 밴드 문지당 Fridat Ins
크리스피노트 B.B.PUCKS 하비누아주 나무밴드 화려한 외출 N1 항상 기뻐하는 사람들 RED+ 이카루스 The Dreamers
P.M Factory 마리셔사 방금집나감 번아웃하우스 Pearl N Grey Garden 촉 Loose 특밴 IMR Pimp
Paper Tree 슈퍼플레이 Desire 바이올렛톤 리믹스 모모필드 일주일전 설마밴드 Rain Drop Carpe Diem Deep in Mind
Mens Laughter 라이밴드 미지밴드 레이밴드 블루니어
마더 The Tone Heart Track 펑콘 이삭 Frozen
동방원정대 아프니까 청춘이다 늦봄 Sonic of Stun SOUNDZ 꿀나잇 클랩파이 Beat Crush 
색종이 가위
영호밴드 4-Nines AXIZ 징징이와 친구들 MATUS HBL RED
Manhole Moon Patrol 치바사운드
스모킹프리 로드노트 톡식 모션픽쳐 라떼라떼 Always 밴드마고 해쉬브라운 E.M.P 밴드 바운드랙스
Soar of Falcon Space Papa Overload Ai 밴드 엔틀리히 섹시코만도 다탈리오 블랙민트  페이데이 KGB
밝은누리밴드 Vinylgrape VK그룹 ICYCIDER ZOO밴드 Bloodstain 고탄력밴드 닥터미라클 니가대장 리듬팩토리밴드
헤어포스원 OMG Radiant Pal 몽상가들 VIA Delight 아니 땐 굴뚝
 오션밴드 더메어리스  Racy Blue
신나밴드 Like a Wind Munk 요맘때 밴드 15.5 Sacred Heart Tear the Shadow B.I.D 유병옥 이스크라
정든밴드 슬라이드로사 주의사항 베타밴드 낙화 유은호빅밴드 벤토 어제는 미안했다 시간외수당 체르니 BLACK SWAN
낭만밴드(쓰리라인슬리퍼즈) Stump town O'Dio 어쿠스트렛 레이시블루 송진섭밴드
 창세기 Cosmoflower Thanks Brothers 프로토타입 Urban Daisy
애머런스 리턴 리트로 Neon Stripes 엑소시스트 오렌지플래닛 베케이션 노트챕버 O.N funk 오르가자미
네파밴드 방카스토리 더언노운스 FM 드라이버 샘울림 꼼지락밴드 에
스트리드 DC9VOLT 시나브로
에반게일스타 황금휴일 안녕마당 익스트릭 리듬속의멜로디 데일밴드 
이츠라이커 부재중 T-time 블랙러시안 소리나무
Thursday Morning Band 밴드 맥거핀 페가수스 엔어베이트 세이진 Takeout Jazz West Nile 
Cluster 레이디굿맨
제로스 D.H.M 달토끼 Spthe# 옆집아저씨들 EDDY Stitch 노트챔버 거기서거기 오시어스 RaiB
D.P.A An-coustic 안티키라 Call밴드 Mothership A-Aoid Friday 블랩스톤즈 소프 French Fries
스모킹구스 라쏘시엘 Ricer Tree Monkey Pee Quartet No Respect For Beauty 바닐라스카이 POLY 골든티켓
천지창조 레디메이드 / 총 208팀

### 2차 예선
- 일시 : 2011년 6월 10일(금)~12일(일)
- 장소 : 경기도 양주시 장흥 특설무대
- 규칙 : 300초 안에 악기세팅, 튜닝, 연주.
- 미션곡_대한민국 음악 전문가 52인이 선정한 한국대중음악 100대 명반 중 1곡을 연주.
- 채점방식_심사위원 5명 각 100점(최저 • 최고점 제외), 음악전문심사위원 10명 각 10점씩 합산 (400점 만점), 총 24팀 선정
- 동점자 처리 기준

1. 심사위원의 점수에서 뺐던 최고, 최고점을 모두 더한 총점수가 높은 팀
2. 전문음악 심사위원 점수 보다 탑밴드 심사위원 점수를 높게 받은 팀

#### 심사위원
- 심사위원

첫째날 : 송홍섭_프로듀서/베이시스트, 정원영_교수/정원영밴드, 유영석_작곡가/가수, 전태관 • 김종진_봄여름가을겨울 
둘째날 : 송홍섭_프로듀서/베이시스트, 김도균_백두산, 신대철_시나위,
전태관 • 김종진_봄여름가을겨울 
세째날 : 송홍섭_프로듀서/베이시스트, 정원영_교수/정원영밴드, 유영석_작곡가/가수, 이성우_노브레인 , 손
스타_체리필터 
- 음악전문심사위원

김형윤_음악 블로그
한신_작곡 • 편곡가
안기택_프로듀서
신규섭_드러머
김고금평_대중음악전문기자
김신의_인디밴드 몽니
박준흠_<가슴네트워크> 대표
최진렬_음악프로듀서
한형경_서울예술대학 교수
박정미_음악 블로그

워킹노츠 신청옹 FREE MARKET 쌍무지개 플라타너스 BRIX 테어테블 팜
레코드하우스 UNTITLE01 민트톱
소그난도 ROTS 장포크밴드 AXCEED S4 
정직한멜로디 빔아이즈 빔 FB25 시크 처음처럼 ACME
락구렁이 민폐보이즈 웁스 나이스 원수진 사람들 유포리아 고망똘라 세종밴드 M.I.Rock 해피바이러스
부치쉐이크 오비이락 퍼플베리 미스터밴드 잉크스프
레드 메바위 유니버스 메디아스 테이져 허브솔트
B.T.L. 블루레인스 리믹스 EASY BOY DA-WON 웁스큐어 날벼락 그런 밴드 핫소스 뻥튀기
Remnats of the Fallen 더크랙 즐뺀 블루오션 아르
시스 이빨스 Hell'ow8 KIN The Black Shoe
 꿀단지
중동대로 TOM BAND 글루미몸키즈 한울밴드 SNG 비블리카  BELLUS BAND Minha 시너지 초면
오후 BOG 2기 장거리 플라빈 이판사판 LTS
 에피소드 Refresh 갑근세 해피박스  S.K.Y 좋은 친구들
java 11 세상밖으로 Crack Brain September 9 weeks BOS 1기 Wini Chung
 Funny!Fun! Everybody Knows
레드트레인 Insert Coin 씬Chien 파란 Funeral Of
August MOA 팡팡밴드 난반댈세 300Miles 루나탁  G.O.M
알토이즈 형님밴드 Orange and Take's 쓰레기스트 BREAK ROMANTIC Flash Cube 빗자루 뭄바이 Lucete
 애오라지 No.24
글로리 앙상블 락앤룰 캣츠 도투락 S1 EROS Center Finger E.fs 야광별 Eant Match 러버더키
유기농증촉기 M6 Beginning CODE-A X-Tacy 어린이보호구역 300 이상한 술집 Ade Whatever 타로밴드
Jimmy 리카밴드 CCTV 지극히 평범한 Legacy
Hunter 속사포밴드 Maclub 지바노 Mint 황금물결 High Quality laoe
Urton 5 The Cotton 스마일와이 Maddog 퍼플트
리 블랙채리 죽은시인 BIS 모습 DABDA
 다른이름 Dm WMA
Unnamed Band MIJI The Snowbreaker NU Fishermans RO.E Boomin Stereo Like a Springs 피닉스
방울악단 Catch Sound 모비션 베짱이 오아시스
 마지막 선물 E.M.L Band Ignition 십대욕구 
Egaero
포춘 아일랜드 코인 클래식 이동원 밴드 공간 와삭크래커 Trace HAZA So'k Geenie Band 미스터 하이트 박사장 The Automeds
게이트플라워즈 Knock 클로리데이즈 에센스 멘틀즈 서둘러 만든 밴드 
ignton 카탈리스트 중복 심플맨 나무 이슈타르 VISIT
Extra Garlic Sauce 진수성찬 오렌지플레인 G.O.S 라이브밴드 Holics 9 CRUX 시월밴드 B.O.B 4 Rints
제이파원밴드 요란 Vandits Black Bag 귤 글로웨이 라라라 Eighteen April 다토 약간 매운맛
클린치 Trunk V Band 블루스챔버 Emergency
Switch 노르딕 Sounds Hills 지소향 Daisy 멜팅팟
하카누카 Love My Self 2now Reverb S-band 시계 태엽 오렌지 P-5 예상밖의 일주일 덕벤64 햇귀 간기능 저하
The Oscar 신가람 Purple Train Around zero T 
Refresh 스펙터 용의자 The Way Out John Lemon
Delight Old Band 브라운트리 친절한 밴드 아날로그프릭 SuperNote 레이디 버드 데저트레인 포커페이스
멜랑콜리 스튜디오 바스터즈 비상 통화장치 스윗 센세이션 훌랄라 악몽 유령
진동증후군 이루리 프로젝트 한꿋 Polymer Six 락스타 프로젝트
학동역8번출구 On A Saturday 융단폭격 BMCC Between The Walls 꿈꾸는
서랍 Cowslip 하연
The DAZE Snef 탈밴드 The Cell mOtiVe 저예산 블럭버스터 마술고양
이 Fuzzy Air 18% 울산밴드 봉우리
버닝키스 THE LUCKY PIG F-Tones 스트릿 챔버 
사운드Street Chember Sound 이성우 밴드 퍼니코크 요술당나귀 더 레몬 M.O.T
MUSICASKYOU YTK 브라스 밴드 16옴 NO REASON Stony Fly Blue Bird 64.5도 야마부타 블루라라
On The Spot 너와 나 EVENDUST 프라이드밴드 POE Read'F EARTHQUAKE 불타는 금요일 Rolick 수요예술무대
줄라이밴드 안될놈들 고소한마요네즈 엔지니어스 FREEDOM
 트리플릿 FAR THE RUN The Stray 수노 밴드
Sound Boom 꽃미녀 밴드 레몬 사인 Merry-Go-Round Rambler BuT RetsmooD 한라산펭귄 원래그런시스템
Stay Home Mento Take Out 업댓브라운 터닝포인트 Storm
Bringer 빨간신발 2STAY 대충대충 쉬엄쉬엄
브로큰 발렌타인 슈퍼베짱이 Unmute SugarSkin 모모밴드 Soundpolis The Spanish lounge 빅샐러리
버라운드 파더련밴드 클럽오드 밴.하.사 사자 삐따기들 노스폴 방구펑크 DeepFloRain 무드살롱 함스밴드
Nothing So.No 철인머드 소울세션 KTop Soma 파티메
이커 소화기 딕펑스 윤기수 The EmBed 블랙체리
SPIRIT LADY PURPLE 팜팜 치어리더 밴드 머니벅스 
앤초비 로큰롤키즈 곱창에 소주 Yellow Tail 메탈웨어 N.E.S
PANORAMA 크림슨 DAZE 데이즈 다섯명 희망 소
나무 NAKED 드림 05 점 밴드 EVER Sunset Band 라루나
이데아 EMWS ROUGH 기억 Hellion 인덱스 아홉번째 NEVER MIND D'HAIT GST27
에이프릴 브루스타 정의의 용사 펑크싹스 LEEPAK
 런닝구락부 백부심 TWO5 11시 5K밴드 Soar
탑키즈밴드 팅커벨 어느덧 BBA COMA
 VOODOO CHILDREN Last of The Diehards Blue Blood 드레인어스 알밴드
이지혜밴드 나비잡 BOPS 서울개인택시그룹사운드 퍼플루 베스트프렌드 밴드 문지당 Fridat Ins
크리스피노트 B.B.PUCKS 하비누아주 나무밴드 화려한 외출 N1 항상 기뻐하는 사람들 RED+ 이카루스 The Dreamers
P.M Factory 마리셔사 방금집나감 번아웃하우스 Pearl N Grey Garden 촉 Loose 특밴 IMR Pimp
Paper Tree 슈퍼플레이 Desire 바이올렛톤 리믹스 모모필드 일주일전 설마밴드 Rain Drop Carpe Diem Deep in Mind
Mens Laughter 라이밴드 미지밴드 레이밴드 블루니어
마더 The Tone Heart Track 펑콘 이삭 Frozen
동방원정대 아프니까 청춘이다 늦봄 Sonic of Stun SOUNDZ 꿀나잇 클랩파이 Beat Crush 
색종이 가위
영호밴드 4-Nines AXIZ 징징이와 친구들 MATUS HBL RED
Manhole Moon Patrol 치바사운드
스모킹프리 로드노트 톡식 모션픽쳐 라떼라떼 Always 밴드마고 해쉬브라운 E.M.P 밴드 바운드랙스
Soar of Falcon Space Papa Overload Ai 밴드 엔틀리히 섹시코만도 다탈리오 블랙민트  페이데이 KGB
밝은누리밴드 Vinylgrape VK그룹 ICYCIDER ZOO밴드 Bloodstain 고탄력밴드 닥터미라클 니가대장 리듬팩토리밴드
헤어포스원 OMG Radiant Pal 몽상가들 VIA Delight 아니 땐 굴뚝
 오션밴드 더메어리스  Racy Blue
신나밴드 Like a Wind Munk 요맘때 밴드 15.5 Sacred Heart Tear the Shadow B.I.D 유병옥 이스크라
정든밴드 슬라이드로사 주의사항 베타밴드 낙화 유은호빅밴드 벤토 어제는 미안했다 시간외수당 체르니 BLACK SWAN
낭만밴드(쓰리라인슬리퍼즈) Stump town O'Dio 어쿠스트렛 레이시블루 송진섭밴드
 창세기 Cosmoflower Thanks Brothers 프로토타입 Urban Daisy
애머런스 리턴 리트로 Neon Stripes 엑소시스트 오렌지플래닛 베케이션 노트챕버 O.N funk 오르가자미
네파밴드 방카스토리 더언노운스 FM 드라이버 샘울림 꼼지락밴드 에
스트리드 DC9VOLT 시나브로
에반게일스타 황금휴일 안녕마당 익스트릭 리듬속의멜로디 데일밴드 
이츠라이커 부재중 T-time 블랙러시안 소리나무
Thursday Morning Band 밴드 맥거핀 페가수스 엔어베이트 세이진 Takeout Jazz West Nile 
Cluster 레이디굿맨
제로스 D.H.M 달토끼 Spthe# 옆집아저씨들 EDDY Stitch 노트챔버 거기서거기 오시어스 RaiB
D.P.A An-coustic 안티키라 Call밴드 Mothership A-Aoid Friday 블랩스톤즈 소프 French Fries
스모킹구스 라쏘시엘 Ricer Tree Monkey Pee Quartet No Respect For Beauty 바닐라스카이 POLY 골든티켓
천지창조 레디메이드 / 총 208팀

| 등수 | 밴드명         | 밴드명         | 밴드명         | 밴드명         | 밴드명         | 점수       | 미션곡                                                            | 구성원 | 장르                    | 특징                 |
| ---- | -------------- | -------------- | -------------- | -------------- | -------------- | ---------- | ----------------------------------------------------------------- | --- | ----------------------- | -------------------- |
| 1    | S1             | S1             | S1             | S1             | S1             | 344        | 단발머리 조용필 1집_조용필.1980                                   | 신홍선,김지희_보컬, 양선웅_리드기타, 이준호_색소폰 강신영_퍼커션/코러스, 전재현_드럼 고정명_키보드/코러스, 류영미_베이스                                                                    | FUNKY                   | 대중 친화적          |
| 1    | 92             | 88             | 80             | 90             | 86             | 80         | 단발머리 조용필 1집_조용필.1980                                   | 신홍선,김지희_보컬, 양선웅_리드기타, 이준호_색소폰 강신영_퍼커션/코러스, 전재현_드럼 고정명_키보드/코러스, 류영미_베이스                                                                    | FUNKY                   | 대중 친화적          |
| 1    | 김종진         | 신대철         | 송홍섭         | 전태관         | 김도균         | 청중평가단 | 단발머리 조용필 1집_조용필.1980                                   | 신홍선,김지희_보컬, 양선웅_리드기타, 이준호_색소폰 강신영_퍼커션/코러스, 전재현_드럼 고정명_키보드/코러스, 류영미_베이스                                                                    | FUNKY                   | 대중 친화적          |
| 2    | 업 댓 브라운   | 업 댓 브라운   | 업 댓 브라운   | 업 댓 브라운   | 업 댓 브라운   | 341        | 단발머리 조용필 1집_조용필.1980                                   | 허정윤_코러스 이대영_보컬 황원분_코러스 송원섭_트럼본 신반_트럼펫 오대영_색소폰 김두영_베이스 김상민_키보드 김한결_드럼 김광희_기타                                                         | SOUL FUNK               | 풍성한 사운드        |
| 2    | 92             | 80             | 55             | 90             | 90             | 81         | 단발머리 조용필 1집_조용필.1980                                   | 허정윤_코러스 이대영_보컬 황원분_코러스 송원섭_트럼본 신반_트럼펫 오대영_색소폰 김두영_베이스 김상민_키보드 김한결_드럼 김광희_기타                                                         | SOUL FUNK               | 풍성한 사운드        |
| 2    | 김종진         | 정원영         | 송홍섭         | 전태관         | 유영석         | 청중평가단 | 단발머리 조용필 1집_조용필.1980                                   | 허정윤_코러스 이대영_보컬 황원분_코러스 송원섭_트럼본 신반_트럼펫 오대영_색소폰 김두영_베이스 김상민_키보드 김한결_드럼 김광희_기타                                                         | SOUL FUNK               | 풍성한 사운드        |
| 3    | AXIZ           | AXIZ           | AXIZ           | AXIZ           | AXIZ           | 340        | 아니 벌써 산울림 새노래 모음_산울림.1977                          | 박준형_보컬 이승배_드럼 양지완_리드기타 김하진_베이스 안미연_리듬기타 | HARD ROCK               | 비주얼 겸비 로큰롤   |
| 3    | 91             | 90             | 70             | 80             | 88             | 82         | 아니 벌써 산울림 새노래 모음_산울림.1977                          | 박준형_보컬 이승배_드럼 양지완_리드기타 김하진_베이스 안미연_리듬기타 | HARD ROCK               | 비주얼 겸비 로큰롤   |
| 3    | 유영석         | 손스타         | 송홍섭         | 정원석         | 이성우         | 청중평가단 | 아니 벌써 산울림 새노래 모음_산울림.1977                          | 박준형_보컬 이승배_드럼 양지완_리드기타 김하진_베이스 안미연_리듬기타 | HARD ROCK               | 비주얼 겸비 로큰롤   |
| 4    | 톡식           | 톡식           | 톡식           | 톡식           | 톡식           | 335        | 내 마음에 주단을 깔고 산울림 2집_산울림.1978                      | 김정우_보컬/기타/키보드 김슬옹_보컬/드럼 | DISCO GARAGE            | 미래지향적           |
| 4    | 88             | 90             | 80             | 90             | 85             | 72         | 내 마음에 주단을 깔고 산울림 2집_산울림.1978                      | 김정우_보컬/기타/키보드 김슬옹_보컬/드럼 | DISCO GARAGE            | 미래지향적           |
| 4    | 유영석         | 손스타         | 송홍섭         | 정원석         | 이성우         | 청중평가단 | 내 마음에 주단을 깔고 산울림 2집_산울림.1978                      | 김정우_보컬/기타/키보드 김슬옹_보컬/드럼 | DISCO GARAGE            | 미래지향적           |
| 5    | POE            | POE            | POE            | POE            | POE            | 333        | 사랑 그 쓸쓸함에 대하여 1991_양희은.1991                          | 물렁곈_보컬/키보드 김윤기_베이스 이현도_드럼 | SHOEGAZING & PIANO ROCK | 몽환적               |
| 5    | 91             | 85             | 82             | 81             | 88             | 78         | 사랑 그 쓸쓸함에 대하여 1991_양희은.1991                          | 물렁곈_보컬/키보드 김윤기_베이스 이현도_드럼 | SHOEGAZING & PIANO ROCK | 몽환적               |
| 5    | 김종진         | 정원영         | 송홍섭         | 전태관         | 유영석         | 청중평가단 | 사랑 그 쓸쓸함에 대하여 1991_양희은.1991                          | 물렁곈_보컬/키보드 김윤기_베이스 이현도_드럼 | SHOEGAZING & PIANO ROCK | 몽환적               |
| 6    | WMA            | WMA            | WMA            | WMA            | WMA            | 331        | Go Go Go DEUXISM_듀스.1993                                        | 손승연_보컬 김예찬_드럼 최영균_키보드 정재우 유재혁_기타 장승훈_베이스 | FUNKY                   | 그루브               |
| 6    | 90             | 85             | 80             | 85             | 83             | 78         | Go Go Go DEUXISM_듀스.1993                                        | 손승연_보컬 김예찬_드럼 최영균_키보드 정재우 유재혁_기타 장승훈_베이스 | FUNKY                   | 그루브               |
| 6    | 유영석         | 손스타         | 송홍섭         | 정원석         | 이성우         | 청중평가단 | Go Go Go DEUXISM_듀스.1993                                        | 손승연_보컬 김예찬_드럼 최영균_키보드 정재우 유재혁_기타 장승훈_베이스 | FUNKY                   | 그루브               |
| 7    | 아이씨사이다   | 아이씨사이다   | 아이씨사이다   | 아이씨사이다   | 아이씨사이다   | 331        | 일곱 색깔 무지개                                                  | 고광표_보컬 정연식_드럼 전두영 정형재_기타 김태훈_베이스 | PUNK                    | 장난꾸러기           |
| 7    | 83             | 89             | 80             | 87             | 86             | 75         | 일곱 색깔 무지개                                                  | 고광표_보컬 정연식_드럼 전두영 정형재_기타 김태훈_베이스 | PUNK                    | 장난꾸러기           |
| 7    | 김종진         | 신대철         | 송홍섭         | 전태관         | 김도균         | 청중평가단 | 일곱 색깔 무지개                                                  | 고광표_보컬 정연식_드럼 전두영 정형재_기타 김태훈_베이스 | PUNK                    | 장난꾸러기           |
| 8    | 제이파워밴드   | 제이파워밴드   | 제이파워밴드   | 제이파워밴드   | 제이파워밴드   | 329        | 한 동안 뜸했었지 한동안 뜸했었지_사랑과 평화.1978                 | 송우진_키보드 서강희_기타 안성준_드럼 도영준_베이스 | FUSION JAZZ             | 파워풀한 재즈        |
| 8    | 89             | 85             | 80             | 85             | 92             | 70         | 한 동안 뜸했었지 한동안 뜸했었지_사랑과 평화.1978                 | 송우진_키보드 서강희_기타 안성준_드럼 도영준_베이스 | FUSION JAZZ             | 파워풀한 재즈        |
| 8    | 김종진         | 정원영         | 송홍섭         | 전태관         | 유영석         | 청중평가단 | 한 동안 뜸했었지 한동안 뜸했었지_사랑과 평화.1978                 | 송우진_키보드 서강희_기타 안성준_드럼 도영준_베이스 | FUSION JAZZ             | 파워풀한 재즈        |
| 9    | 라떼라떼       | 라떼라떼       | 라떼라떼       | 라떼라떼       | 라떼라떼       | 329        | Run to You The Life... Doc Blues 5%_DJ DOC.2000                   | 유유리_보컬 조동준_기타 손병규_베이스 김성년_색소폰 최나란 김소현 박진희_키보드 김종훈 장창원 서익주_퍼커션 김원국_드럼                                                                     | LATIN                   | 라틴풍               |
| 9    | 81             | 90             | 80             | 90             | 83             | 75         | Run to You The Life... Doc Blues 5%_DJ DOC.2000                   | 유유리_보컬 조동준_기타 손병규_베이스 김성년_색소폰 최나란 김소현 박진희_키보드 김종훈 장창원 서익주_퍼커션 김원국_드럼                                                                     | LATIN                   | 라틴풍               |
| 9    | 김종진         | 정원영         | 송홍섭         | 전태관         | 유영석         | 청중평가단 | Run to You The Life... Doc Blues 5%_DJ DOC.2000                   | 유유리_보컬 조동준_기타 손병규_베이스 김성년_색소폰 최나란 김소현 박진희_키보드 김종훈 장창원 서익주_퍼커션 김원국_드럼                                                                     | LATIN                   | 라틴풍               |
| 10   | 브로큰발렌타인 | 브로큰발렌타인 | 브로큰발렌타인 | 브로큰발렌타인 | 브로큰발렌타인 | 329        | 나의 노래                                                         | 반_보컬 쿠파_드럼 김안수 변G_기타 성환_베이스 | ALTERNATIVE ROCK        | 세련된 파워풀함      |
| 10   | 90             | 90             | 80             | 85             | 84             | 70         | 나의 노래                                                         | 반_보컬 쿠파_드럼 김안수 변G_기타 성환_베이스 | ALTERNATIVE ROCK        | 세련된 파워풀함      |
| 10   | 유영석         | 손스타         | 송홍섭         | 정원석         | 이성우         | 청중평가단 | 나의 노래                                                         | 반_보컬 쿠파_드럼 김안수 변G_기타 성환_베이스 | ALTERNATIVE ROCK        | 세련된 파워풀함      |
| 11   | 2STAY          | 2STAY          | 2STAY          | 2STAY          | 2STAY          | 328        | 너와 함께 한 시간 속에서 SeoTaiji and Boys 1_서태지와 아이들.1992 | 심문보_베이스 양유열_기타 양상열_드럼 김형석_보컬 | MODERN ROCK             | 팀워크, 세련미       |
| 11   | 84             | 89             | 60             | 88             | 79             | 77         | 너와 함께 한 시간 속에서 SeoTaiji and Boys 1_서태지와 아이들.1992 | 심문보_베이스 양유열_기타 양상열_드럼 김형석_보컬 | MODERN ROCK             | 팀워크, 세련미       |
| 11   | 김종진         | 신대철         | 송홍섭         | 전태관         | 김도균         | 청중평가단 | 너와 함께 한 시간 속에서 SeoTaiji and Boys 1_서태지와 아이들.1992 | 심문보_베이스 양유열_기타 양상열_드럼 김형석_보컬 | MODERN ROCK             | 팀워크, 세련미       |
| 12   | 진수성찬       | 진수성찬       | 진수성찬       | 진수성찬       | 진수성찬       | 325        | 어제 오늘 그리고 조용필 7집_조용필.1985                           | 김다솜_보컬 김해라_드럼 김성경_기타 배지연_베이스 최승민_키보드 | FUSION JAZZ             | 상큼함               |
| 12   | 93             | 85             | 80             | 82             | 92             | 66         | 어제 오늘 그리고 조용필 7집_조용필.1985                           | 김다솜_보컬 김해라_드럼 김성경_기타 배지연_베이스 최승민_키보드 | FUSION JAZZ             | 상큼함               |
| 12   | 김종진         | 정원영         | 송홍섭         | 전태관         | 유영석         | 청중평가단 | 어제 오늘 그리고 조용필 7집_조용필.1985                           | 김다솜_보컬 김해라_드럼 김성경_기타 배지연_베이스 최승민_키보드 | FUSION JAZZ             | 상큼함               |
| 13   | 시크           | 시크           | 시크           | 시크           | 시크           | 321        | 한 동안 뜸했었지 한동안 뜸했었지_사랑과 평화.1978                 | 남주희_보컬 성기원_드럼 강지훈_기타 박헌상_색소폰 박봉석_베이스 | SOUL                    | 도시적               |
| 13   | 92             | 80             | 50             | 81             | 90             | 70         | 한 동안 뜸했었지 한동안 뜸했었지_사랑과 평화.1978                 | 남주희_보컬 성기원_드럼 강지훈_기타 박헌상_색소폰 박봉석_베이스 | SOUL                    | 도시적               |
| 13   | 김종진         | 정원영         | 송홍섭         | 전태관         | 유영석         | 청중평가단 | 한 동안 뜸했었지 한동안 뜸했었지_사랑과 평화.1978                 | 남주희_보컬 성기원_드럼 강지훈_기타 박헌상_색소폰 박봉석_베이스 | SOUL                    | 도시적               |
| 14   | 게이트플라워즈 | 게이트플라워즈 | 게이트플라워즈 | 게이트플라워즈 | 게이트플라워즈 | 321        | 흐린 가을 하늘에 편지를 써 두 번째 노래모음_동물원.1988           | 박근홍_보컬 양종은_드럼 유재인_베이스 염승식_기타 | MODERN ROCK             | 무게감있는 복고풍    |
| 14   | 84             | 89             | 60             | 80             | 76             | 81         | 흐린 가을 하늘에 편지를 써 두 번째 노래모음_동물원.1988           | 박근홍_보컬 양종은_드럼 유재인_베이스 염승식_기타 | MODERN ROCK             | 무게감있는 복고풍    |
| 14   | 김종진         | 신대철         | 송홍섭         | 전태관         | 김도균         | 청중평가단 | 흐린 가을 하늘에 편지를 써 두 번째 노래모음_동물원.1988           | 박근홍_보컬 양종은_드럼 유재인_베이스 염승식_기타 | MODERN ROCK             | 무게감있는 복고풍    |
| 15   | 라이밴드       | 라이밴드       | 라이밴드       | 라이밴드       | 라이밴드       | 319        | Run to You The Life... Doc Blues 5%_DJ DOC.2000                   | 이지혜_보컬 정종덕_드럼 이현재_베이스 신수인_기타 | POP ROCK                | 생기발랄             |
| 15   | 91             | 85             | 80             | 86             | 88             | 60         | Run to You The Life... Doc Blues 5%_DJ DOC.2000                   | 이지혜_보컬 정종덕_드럼 이현재_베이스 신수인_기타 | POP ROCK                | 생기발랄             |
| 15   | 김종진         | 정원영         | 송홍섭         | 전태관         | 유영석         | 청중평가단 | Run to You The Life... Doc Blues 5%_DJ DOC.2000                   | 이지혜_보컬 정종덕_드럼 이현재_베이스 신수인_기타 | POP ROCK                | 생기발랄             |
| 16   | 하비누아주     | 하비누아주     | 하비누아주     | 하비누아주     | 하비누아주     | 319        | 너무 아픈 사랑은 사랑이 아니었음을 김광석 네 번째_김광석.1994     | 뽐므_보컬 배유림_드럼 심영주_베이스 전진희_피아노 박찬혁_기타 | ACOUSTIC ART ROCK       | 자연주의             |
| 16   | 86             | 80             | 60             | 82             | 82             | 75         | 너무 아픈 사랑은 사랑이 아니었음을 김광석 네 번째_김광석.1994     | 뽐므_보컬 배유림_드럼 심영주_베이스 전진희_피아노 박찬혁_기타 | ACOUSTIC ART ROCK       | 자연주의             |
| 16   | 김종진         | 신대철         | 송홍섭         | 전태관         | 김도균         | 청중평가단 | 너무 아픈 사랑은 사랑이 아니었음을 김광석 네 번째_김광석.1994     | 뽐므_보컬 배유림_드럼 심영주_베이스 전진희_피아노 박찬혁_기타 | ACOUSTIC ART ROCK       | 자연주의             |
| 17   | 이븐더스트     | 이븐더스트     | 이븐더스트     | 이븐더스트     | 이븐더스트     | 315        | 당당하게 안치환 4집_안치환.1995                                   | 정영호_보컬 ROP_드럼 윤종호_베이스 David Lee_기타 | ALTERNATIVE ROCK        | 남성적               |
| 17   | ?              | ?              | ?              | ?              | ?              | ?          | 당당하게 안치환 4집_안치환.1995                                   | 정영호_보컬 ROP_드럼 윤종호_베이스 David Lee_기타 | ALTERNATIVE ROCK        | 남성적               |
| 17   | 김종진         | 정원영         | 송홍섭         | 전태관         | 유영석         | 청중평가단 | 당당하게 안치환 4집_안치환.1995                                   | 정영호_보컬 ROP_드럼 윤종호_베이스 David Lee_기타 | ALTERNATIVE ROCK        | 남성적               |
| 18   | 블루니어마더   | 블루니어마더   | 블루니어마더   | 블루니어마더   | 블루니어마더   | 314        | 흐린 가을 하늘에 편지를 써 두 번째 노래모음_동물원.1988           | 문지성_보컬 서종수_드럼 한준희_기타 이재훈_베이스 | MODERN ROCK             | 열정적               |
| 18   | 90             | 85             | 60             | 85             | 85             | 59         | 흐린 가을 하늘에 편지를 써 두 번째 노래모음_동물원.1988           | 문지성_보컬 서종수_드럼 한준희_기타 이재훈_베이스 | MODERN ROCK             | 열정적               |
| 18   | 유영석         | 손스타         | 송홍섭         | 정원석         | 이성우         | 청중평가단 | 흐린 가을 하늘에 편지를 써 두 번째 노래모음_동물원.1988           | 문지성_보컬 서종수_드럼 한준희_기타 이재훈_베이스 | MODERN ROCK             | 열정적               |
| 19   | 파티메이커     | 파티메이커     | 파티메이커     | 파티메이커     | 파티메이커     | 314        | 행복의 나라 멀고 먼 길_한대수.1974                                | 최상은_보컬 윤성진_드럼 태지윤_기타 | ROCK AND ROLL           | 신나는 록앤롤        |
| 19   | 84             | 84             | 60             | 80             | 88             | 66         | 행복의 나라 멀고 먼 길_한대수.1974                                | 최상은_보컬 윤성진_드럼 태지윤_기타 | ROCK AND ROLL           | 신나는 록앤롤        |
| 19   | 유영석         | 손스타         | 송홍섭         | 정원석         | 이성우         | 청중평가단 | 행복의 나라 멀고 먼 길_한대수.1974                                | 최상은_보컬 윤성진_드럼 태지윤_기타 | ROCK AND ROLL           | 신나는 록앤롤        |
| 20   | BBA            | BBA            | BBA            | BBA            | BBA            | 313        | 나의 그대는 김현철 Vol.1_김현철.1989                              | 장여울_지휘 정아름_키보드 양종엽_드럼 윤재준_베이스 정홍준_바리톤 색소폰 공찬호 허만웅 김영민 박성원_트럼펫 서성기 이우용_테너 색소폰 김형진 이유건_알토 색소폰 김민선 김동준 엄선희_트럼본 | SWING                   | 브라스 빅밴드        |
| 20   | 95             | 80             | 80             | 80             | 78             | 68         | 나의 그대는 김현철 Vol.1_김현철.1989                              | 장여울_지휘 정아름_키보드 양종엽_드럼 윤재준_베이스 정홍준_바리톤 색소폰 공찬호 허만웅 김영민 박성원_트럼펫 서성기 이우용_테너 색소폰 김형진 이유건_알토 색소폰 김민선 김동준 엄선희_트럼본 | SWING                   | 브라스 빅밴드        |
| 20   | 김종진         | 신대철         | 송홍섭         | 전태관         | 김도균         | 청중평가단 | 나의 그대는 김현철 Vol.1_김현철.1989                              | 장여울_지휘 정아름_키보드 양종엽_드럼 윤재준_베이스 정홍준_바리톤 색소폰 공찬호 허만웅 김영민 박성원_트럼펫 서성기 이우용_테너 색소폰 김형진 이유건_알토 색소폰 김민선 김동준 엄선희_트럼본 | SWING                   | 브라스 빅밴드        |
| 21   | 리카밴드       | 리카밴드       | 리카밴드       | 리카밴드       | 리카밴드       | 313        | 바람이 분다 눈썹달_이소라.2004                                    | 백지연_보컬 한호수_드럼 홍진성 조완순_기타 김도영_베이스 | ROCK                    | 펑키                 |
| 21   | 87             | 80             | 80             | 85             | 82             | 66         | 바람이 분다 눈썹달_이소라.2004                                    | 백지연_보컬 한호수_드럼 홍진성 조완순_기타 김도영_베이스 | ROCK                    | 펑키                 |
| 21   | 김종진         | 정원영         | 송홍섭         | 전태관         | 유영석         | 청중평가단 | 바람이 분다 눈썹달_이소라.2004                                    | 백지연_보컬 한호수_드럼 홍진성 조완순_기타 김도영_베이스 | ROCK                    | 펑키                 |
| 22   | 번아웃하우스   | 번아웃하우스   | 번아웃하우스   | 번아웃하우스   | 번아웃하우스   | 313        | 세상만사 송골매_송골매.1982                                       | 오경석_보컬/기타 한상희_드럼 최선용_베이스 이문준_키보드 | ROCK                    | 감성적 록            |
| 22   | ?              | ?              | ?              | ?              | ?              | ?          | 세상만사 송골매_송골매.1982                                       | 오경석_보컬/기타 한상희_드럼 최선용_베이스 이문준_키보드 | ROCK                    | 감성적 록            |
| 22   | 유영석         | 손스타         | 송홍섭         | 정원석         | 이성우         | 청중평가단 | 세상만사 송골매_송골매.1982                                       | 오경석_보컬/기타 한상희_드럼 최선용_베이스 이문준_키보드 | ROCK                    | 감성적 록            |
| 23   | BIS            | BIS            | BIS            | BIS            | BIS            | 313        | 난 알아요 SeoTaiji and Boys 1_서태지와 아이들.1992                | 박주선_보컬 나창현_기타 김우현_드럼 | POP METAL               | 날카로운 록          |
| 23   | 82             | 80             | 60             | 80             | 86             | 71         | 난 알아요 SeoTaiji and Boys 1_서태지와 아이들.1992                | 박주선_보컬 나창현_기타 김우현_드럼 | POP METAL               | 날카로운 록          |
| 23   | 유영석         | 손스타         | 송홍섭         | 정원석         | 이성우         | 청중평가단 | 난 알아요 SeoTaiji and Boys 1_서태지와 아이들.1992                | 박주선_보컬 나창현_기타 김우현_드럼 | POP METAL               | 날카로운 록          |
| 24   | 블루오션       | 블루오션       | 블루오션       | 블루오션       | 블루오션       | 309        | 그것 만이 내 세상 들국화_들국화.1985                              | 박성현_베이스 박희규_보컬/기타 박세영_드럼/바이올린 박수빈_키보드 | MODERN ROCK             | 호소력 짙은 가족밴드 |
| 24   | 95             | 85             | 80             | 82             | 79             | 62         | 그것 만이 내 세상 들국화_들국화.1985                              | 박성현_베이스 박희규_보컬/기타 박세영_드럼/바이올린 박수빈_키보드 | MODERN ROCK             | 호소력 짙은 가족밴드 |
| 24   | 김종진         | 신대철         | 송홍섭         | 전태관         | 김도균         | 청중평가단 | 그것 만이 내 세상 들국화_들국화.1985                              | 박성현_베이스 박희규_보컬/기타 박세영_드럼/바이올린 박수빈_키보드 | MODERN ROCK             | 호소력 짙은 가족밴드 |

## 본 선

### 조편성
- 규칙

100초 동안 음악만 듣고 코치가 밴드를 선택, 둘 이상의 코치가 밴드를 선택할 시 밴드가 코치를 선택
선택 받지 못한 밴드는 모든 공연이 끝난 뒤에 재선택의 기회 부여
각 코치는 4팀씩 선택
- 코치_정원영, 김도균, 신대철, 남궁연, 노브레인, 체리필터

|                                       | 정원영     | [[김도균 (음악가)\|김도균]]                        | 신대철                                             | 남궁연                                             | 노브레인                                           | 체리필터                                           |                                                    | 선호코치                                           |
| Endless Love S1                       |            |                                                    |                                                    |                                                    |                                                    |                                                    |                                                    | 정원영                                             |
| Sir duke 업댓브라운                   |            |                                                    |                                                    | 남궁연조                                           |                                                    |                                                    |                                                    | 남궁연                                             |
| Toys in the attic 엑시즈              |            |                                                    |                                                    | 남궁연조                                           |                                                    |                                                    |                                                    | 신대철                                             |
| Coffee Shop 톡식                      | 정원영조   | 선택                                               |                                                    |                                                    | 선택                                               | 선택                                               |                                                    | 정원영                                             |
| Coffee Shop 톡식                      | 정원영조   |                                                    |                                                    |                                                    |                                                    |                                                    |                                                    | 정원영                                             |
| Chim Chim Cheree POE                  |            |                                                    |                                                    | 남궁연조                                           |                                                    |                                                    |                                                    | 남궁연                                             |
| 미친 듯 놀자 아이씨사이다             |            |                                                    |                                                    |                                                    | 노브레인조                                         | 선택                                               |                                                    | 노브레인                                           |
| 미친 듯 놀자 아이씨사이다             |            |                                                    |                                                    |                                                    | 노브레인조                                         |                                                    |                                                    | 노브레인                                           |
| Deja Vu WMA                           | 정원영조   |                                                    |                                                    |                                                    |                                                    |                                                    |                                                    | 남궁연                                             |
| 3rd Degree 제이파워                   |            | 김도균조                                           |                                                    |                                                    |                                                    |                                                    |                                                    | 김도균                                             |
| Come together 시크                    | 정원영조   |                                                    |                                                    |                                                    |                                                    |                                                    |                                                    | 정원영                                             |
| Elnino Prodigo 라뗴라떼               | 정원영조   |                                                    |                                                    |                                                    |                                                    |                                                    |                                                    | 정원영                                             |
| 사랑비 이븐더스트                     |            |                                                    |                                                    |                                                    |                                                    |                                                    |                                                    | 체리필터                                           |
| Fake plastic trees 하비누아주         |            |                                                    |                                                    |                                                    |                                                    |                                                    |                                                    |                                                    |
| I'll be there for you 비스            |            |                                                    |                                                    |                                                    |                                                    |                                                    |                                                    | 체리필터                                           |
| Count Bubba BBA                       |            | 김도균조                                           |                                                    |                                                    |                                                    |                                                    |                                                    | 김도균                                             |
| I remember you 파티메이커             |            | 김도균조                                           |                                                    |                                                    |                                                    |                                                    |                                                    | 김도균                                             |
| 내 낡은 서랍속의 바다 브로큰 발렌타인 |            |                                                    | 선택                                               |                                                    | 노브레인조                                         | 선택                                               |                                                    | 노브레인                                           |
| 내 낡은 서랍속의 바다 브로큰 발렌타인 |            |                                                    |                                                    |                                                    | 노브레인조                                         |                                                    |                                                    | 노브레인                                           |
| Gee 2STAY                             |            |                                                    |                                                    |                                                    |                                                    | 체리필터조                                         |                                                    | 체리필터                                           |
| 인디안 인형처럼 진수성찬              |            |                                                    |                                                    |                                                    |                                                    |                                                    |                                                    | 체리필터                                           |
| 제발 라이밴드                         |            | 김도균조                                           |                                                    | 선택                                               | 선택                                               |                                                    |                                                    | 노브레인                                           |
| 제발 라이밴드                         |            | 김도균조                                           |                                                    |                                                    |                                                    |                                                    |                                                    | 노브레인                                           |
| Purple Haze 게이트 플라워즈           |            |                                                    | 신대철조                                           | 선택                                               |                                                    |                                                    |                                                    | 신대철                                             |
| Purple Haze 게이트 플라워즈           |            |                                                    | 신대철조                                           |                                                    |                                                    |                                                    |                                                    | 신대철                                             |
| Time is Rounning out 블루니어마더     |            |                                                    | 선택                                               | 선택                                               |                                                    | 체리필터조                                         |                                                    | 노브레인                                           |
| Time is Rounning out 블루니어마더     |            |                                                    |                                                    |                                                    |                                                    | 체리필터조                                         |                                                    | 노브레인                                           |
| 나비 리카밴드                         |            |                                                    | 신대철조                                           | 선택                                               | 선택                                               | 선택                                               |                                                    | 신대철                                             |
| 나비 리카밴드                         |            |                                                    | 신대철조                                           |                                                    |                                                    |                                                    |                                                    | 신대철                                             |
| alcoholic 번아웃하우스                |            |                                                    | 선택                                               | 선택                                               | 노브레인조                                         |                                                    |                                                    | 노브레인                                           |
| alcoholic 번아웃하우스                |            |                                                    |                                                    |                                                    | 노브레인조                                         |                                                    |                                                    | 노브레인                                           |
| 가을 우체국 앞에서 블루오션           |            |                                                    |                                                    |                                                    | 노브레인조                                         |                                                    |                                                    | 체리필터                                           |
| 2차 선택                              |            |                                                    |                                                    |                                                    |                                                    |                                                    |                                                    |                                                    |
| Endless Love S1                       |            |                                                    |                                                    | 남궁연조                                           |                                                    |                                                    |                                                    | 정원영                                             |
| 사랑비 이븐더스트                     |            |                                                    |                                                    |                                                    |                                                    | 체리필터조                                         |                                                    | 체리필터                                           |
| Fake plastic trees 하비누아주         |            |                                                    | 신대철조                                           |                                                    |                                                    |                                                    |                                                    |                                                    |
| 인디안 인형처럼 진수성찬              |            |                                                    |                                                    |                                                    |                                                    | 체리필터조                                         |                                                    | 체리필터                                           |
| I'll be there for you 비스            |            |                                                    | 신대철조                                           |                                                    |                                                    |                                                    |                                                    | 체리필터                                           |
| 조편성결과                            | 정원영조   | 톡식 WMA 시크 라떼라떼                             | 톡식 WMA 시크 라떼라떼                             | 톡식 WMA 시크 라떼라떼                             | 톡식 WMA 시크 라떼라떼                             | 톡식 WMA 시크 라떼라떼                             | 톡식 WMA 시크 라떼라떼                             | 톡식 WMA 시크 라떼라떼                             |
| 조편성결과                            | 김도균조   | 제이파워 BBA 파티메이커 라이밴드                   | 제이파워 BBA 파티메이커 라이밴드                   | 제이파워 BBA 파티메이커 라이밴드                   | 제이파워 BBA 파티메이커 라이밴드                   | 제이파워 BBA 파티메이커 라이밴드                   | 제이파워 BBA 파티메이커 라이밴드                   | 제이파워 BBA 파티메이커 라이밴드                   |
| 조편성결과                            | 신대철조   | 게이트 플라워즈 리카밴드 하비누아주 비스           | 게이트 플라워즈 리카밴드 하비누아주 비스           | 게이트 플라워즈 리카밴드 하비누아주 비스           | 게이트 플라워즈 리카밴드 하비누아주 비스           | 게이트 플라워즈 리카밴드 하비누아주 비스           | 게이트 플라워즈 리카밴드 하비누아주 비스           | 게이트 플라워즈 리카밴드 하비누아주 비스           |
| 조편성결과                            | 남궁연조   | 업댓브라운 엑시즈 POE S1                           | 업댓브라운 엑시즈 POE S1                           | 업댓브라운 엑시즈 POE S1                           | 업댓브라운 엑시즈 POE S1                           | 업댓브라운 엑시즈 POE S1                           | 업댓브라운 엑시즈 POE S1                           | 업댓브라운 엑시즈 POE S1                           |
| 조편성결과                            | 노브레인조 | 아이씨사이다 브로큰 발렌타인 번아웃하우스 블루오션 | 아이씨사이다 브로큰 발렌타인 번아웃하우스 블루오션 | 아이씨사이다 브로큰 발렌타인 번아웃하우스 블루오션 | 아이씨사이다 브로큰 발렌타인 번아웃하우스 블루오션 | 아이씨사이다 브로큰 발렌타인 번아웃하우스 블루오션 | 아이씨사이다 브로큰 발렌타인 번아웃하우스 블루오션 | 아이씨사이다 브로큰 발렌타인 번아웃하우스 블루오션 |
| 조편성결과                            | 체리필터조 | 2STAY 블루니어마더 이븐더스트 진수성찬             | 2STAY 블루니어마더 이븐더스트 진수성찬             | 2STAY 블루니어마더 이븐더스트 진수성찬             | 2STAY 블루니어마더 이븐더스트 진수성찬             | 2STAY 블루니어마더 이븐더스트 진수성찬             | 2STAY 블루니어마더 이븐더스트 진수성찬             | 2STAY 블루니어마더 이븐더스트 진수성찬             |

### 조별경연
- 규칙_각 조 2팀은 16강전 자동 진출. 탈락한 2팀(총 12팀)은 패자부활전을 통해 16강전 진출(총 4팀)

- 일시_2011년 7월 14일 목요일 저녁 9:00
- 장소_서울시 마포구 서교동 356-1 서교동 호텔별관 지하 V-HALL
- 특별공연_넌 내게 반했어 - 노브레인
- 특별심사위원

김고금평_문화일보 기자
김영일_홍대 라면집 사장
나성식_록스타 뮤직 앤 라이브 대표
구태훈_자우림 드러머
윤도현_YB
- 경연순서

1. 개똥벌레_아이씨사이다 통과
2. 시계추_번아웃하우스 탈락
3. What you NEED_브로큰 발렌타인 통과
4. 내 사랑 내 곁에_블루오션 탈락

- 일시_2011년 7월 15일 금요일 저녁 8:30
- 장소_경기도 양주시 장흥면 일영리 8 장흥아트파크 내 야외 공연장
- 특별공연_Let it rain - 타카피

 _너를 원해 - 트랜스픽션
- 특별심사위원

이우창_경희대 교수
- 경연순서

1. Get it down_파티메이커 탈락
2. Make a wish_라이벤드 통과
3. Dear old stockholm_BBA 탈락
4. Run to You_제이파워 통과

- 일시_2011년 7월 21일 목요일 저녁 8:00
- 장소_북서울 꿈의숲 아트센터 콘서트홀
- 특별심사위원

고란_중앙일보 경제부 기자
조원희_영화감독 겸 음악평론가
주몽_밴드 와이낫의 리더
임주리_중앙일보 문화부 기자
강영호_사진작가
- 경연미션_관객이 눈물을 흘리게 만들라
- 경연순서

1. I believe I can fly_업댓브라운 탈락
2. 비처럼 음악처럼_엑시즈 통과
3. 아리랑_S1 탈락
4. Paper cup_POE 통과

- 일시_2011년 7월 22일 금요일 저녁 9:00
- 장소_여의도 플로팅 스테이지
- 특별심사위원

성우진_대중음악평론가
김바다_아트오브파티스 보컬
서정민_한겨레 음악담당 기자
김작가_대중음악평론가
- 경연미션_록의 대부 신중현의 곡을 재해석하라
- 경연순서

1. 저 여인_비스 탈락
2. 님은 먼 곳에_리카밴드 탈락
3. 봄_하비누아주 통과
4. 꽃잎_게이트 플라워즈 통과

- 일시_2011년 7월 26일 화요일 저녁 8:00
- 장소_압구정 예홀
- 특별심사위원

토마스 쿡_싱어송라이터
이상순_작곡가/기타리스트
- 경연미션_70년대를 노래하라
- 경연순서

1. Boogie Wondrland_라떼라떼 탈락
2. Hold the Line_WMA 탈락
3. Hotel California_톡식 통과
4. Black Dog_시크 통과

- 일시_2011년 7월 28일 목요일 저녁 7:00
- 장소_홍대 KT&G 상상마당
- 특별심사위원

김세황_기타리스트
김영석_프로듀서/베이시스트
김경호_가수
- 경연미션_미션곡을 연주하라
- 경연순서

1. We will rock you_진수성찬 탈락
2. Right here waiting_2STAY 통과
3. Get outta my dream get into my car_이븐더스트 탈락
4. Careless Whisper_블루니어마더 통과

### 패자부활전
- 규칙

밴드는 경연순서대로 경연
코치는 연주를 듣고 원하는 밴드를 선택, 선택 받지 못한 밴드는 탈락
동일 밴드를 두 코치가 선택시 밴드가 코치를 선택
각 코치는 총 2개 밴드를 선택 가능
각 코치는 이미 2개 밴드를 모두 선택했어도 다른 밴드를 선택이 가능하며 이 경우 기존에 선택한 밴드 중 한 팀을 탈락시켜야 함
- 코치_한상원, 신해철
- 경연

| 순서     | 경연곡                                         | 밴드명                                         | 신해철                                         | 한상원                                         | 비고                                           |
| -------- | ---------------------------------------------- | ---------------------------------------------- | ---------------------------------------------- | ---------------------------------------------- | ---------------------------------------------- |
| 1        | 해야_마그마                                    | BBA                                            |                                                |                                                |                                                |
| 2        | 아리랑_민요                                    | 리카밴드                                       | 선택                                           |                                                |                                                |
| 3        | I feel good_제임스 브라운                      | 업댓브라운                                     | 선택                                           | 선택                                           | 한상원선택                                     |
| 4        | Get outta my dream get into my car_빌리오션    | 이븐더스트                                     |                                                |                                                |                                                |
| 5        | September_Earth wind and fire                  | S1                                             | 선택                                           |                                                |                                                |
| 6        | 찔레꽃_이연실                                  | 블루오션                                       |                                                |                                                |                                                |
| 7        | Hold the line_Toto                             | WMA                                            |                                                | 선택                                           |                                                |
| 8        | So What_파티메이커                             | 파티메이커                                     |                                                |                                                |                                                |
| 9        | 시계추_번아웃하우스                            | 번아웃하우스                                   | 선택                                           |                                                | 리카밴드 탈락                                  |
| 10       | 난 알아요_서태지와 아이들                      | 비스                                           |                                                |                                                |                                                |
| 11       | We will rock you_QUEEN                         | 진수성찬                                       |                                                |                                                |                                                |
| 12       | MI TIERRA_Gloria Estefan                       | 라떼라뗴                                       |                                                | 선택                                           | 업댓브라운 탈락                                |
| 경연결과 | 신해철조 S1 번아웃하우스 한상원조 WMA 라떼라떼 | 신해철조 S1 번아웃하우스 한상원조 WMA 라떼라떼 | 신해철조 S1 번아웃하우스 한상원조 WMA 라떼라떼 | 신해철조 S1 번아웃하우스 한상원조 WMA 라떼라떼 | 신해철조 S1 번아웃하우스 한상원조 WMA 라떼라떼 |

### 토너먼트

#### 토너먼트 대진표
|  | 16강전         | 16강전       |                |        | 8강전      | 8강전      |  |  | 준결승전 | 준결승전 |  |  | 결승전 | 결승전 |
|  |                |              |                |        |            |            |  |  |          |          |  |  |        |        |
|  |                |              |                |        |            |            |  |  |          |          |  |  |        |        |
|  |                |              |                |        |            |            |  |  |          |          |  |  |        |        |
|  | 게이트플라워즈 | 76           |                |        |            |            |  |  |          |          |  |  |        |        |
|  | 게이트플라워즈 | 76           |                |        |            |            |  |  |          |          |  |  |        |        |
|  | 번아웃하우스   | 24           |                |        |            |            |  |  |          |          |  |  |        |        |
|  | 번아웃하우스   | 24           | 게이트플라워즈 | 603    |            |            |  |  |          |          |  |  |        |        |
|  |                |              | 게이트플라워즈 | 603    |            |            |  |  |          |          |  |  |        |        |
|  |                | 아이씨사이다 | 466            |        |            |            |  |  |          |          |  |  |        |        |
|  | 아이씨사이다   | 아이씨사이다 | 466            | 52     |            |            |  |  |          |          |  |  |        |        |
|  | 아이씨사이다   |              |                | 52     |            |            |  |  |          |          |  |  |        |        |
|  | 시크           | 48           |                |        |            |            |  |  |          |          |  |  |        |        |
|  | 시크           | 48           | 게이트플라워즈 | 535    |            |            |  |  |          |          |  |  |        |        |
|  |                |              | 게이트플라워즈 | 535    |            |            |  |  |          |          |  |  |        |        |
|  |                | POE          | 587            |        |            |            |  |  |          |          |  |  |        |        |
|  | POE            | POE          | 587            | 96     |            |            |  |  |          |          |  |  |        |        |
|  | POE            |              |                | 96     |            |            |  |  |          |          |  |  |        |        |
|  | 라이밴드       | 4            |                |        |            |            |  |  |          |          |  |  |        |        |
|  | 라이밴드       | 4            | POE            | 554    |            |            |  |  |          |          |  |  |        |        |
|  |                |              | POE            | 554    |            |            |  |  |          |          |  |  |        |        |
|  |                | WMA          | 483            |        |            |            |  |  |          |          |  |  |        |        |
|  | WMA            | WMA          | 483            | 76     |            |            |  |  |          |          |  |  |        |        |
|  | WMA            |              |                | 76     |            |            |  |  |          |          |  |  |        |        |
|  | 블루니어마더   | 24           |                |        |            |            |  |  |          |          |  |  |        |        |
|  | 블루니어마더   | 24           | POE            | 준우승 |            |            |  |  |          |          |  |  |        |        |
|  |                |              | POE            | 준우승 |            |            |  |  |          |          |  |  |        |        |
|  |                | 톡식         | 우승           |        |            |            |  |  |          |          |  |  |        |        |
|  | 2STAY          | 톡식         | 우승           | 52     |            |            |  |  |          |          |  |  |        |        |
|  | 2STAY          |              |                | 52     |            |            |  |  |          |          |  |  |        |        |
|  | 엑시즈         | 48           |                |        |            |            |  |  |          |          |  |  |        |        |
|  | 엑시즈         | 48           | 2STAY          | 363    |            |            |  |  |          |          |  |  |        |        |
|  |                |              | 2STAY          | 363    |            |            |  |  |          |          |  |  |        |        |
|  |                | 톡식         | 701            |        |            |            |  |  |          |          |  |  |        |        |
|  | 톡식           | 톡식         | 701            | 56     |            |            |  |  |          |          |  |  |        |        |
|  | 톡식           |              |                | 56     |            |            |  |  |          |          |  |  |        |        |
|  | 브로큰발렌타인 | 44           |                |        |            |            |  |  |          |          |  |  |        |        |
|  | 브로큰발렌타인 | 44           | 톡식           | 702    |            |            |  |  |          |          |  |  |        |        |
|  |                |              | 톡식           | 702    |            |            |  |  |          |          |  |  |        |        |
|  |                | 제이파워     | 407            |        | 3위 결정전 | 3위 결정전 |  |  |          |          |  |  |        |        |
|  | 제이파워       | 제이파워     | 407            | 68     | 3위 결정전 | 3위 결정전 |  |  |          |          |  |  |        |        |
|  | 제이파워       |              |                | 68     |            |            |  |  |          |          |  |  |        |        |
|  | 하비누아주     | 32           |                |        |            |            |  |  |          |          |  |  |        |        |
|  | 하비누아주     | 32           | 제이파워       | 590    |            |            |  |  |          |          |  |  |        |        |
|  |                |              | 제이파워       | 590    |            |            |  |  |          |          |  |  |        |        |
|  |                | 라떼라떼     | 465            |        |            |            |  |  |          |          |  |  |        |        |
|  | S1             | 라떼라떼     | 465            | 12     |            |            |  |  |          |          |  |  |        |        |
|  | S1             |              |                | 12     |            |            |  |  |          |          |  |  |        |        |
|  | 라떼라떼       | 88           |                |        |            |            |  |  |          |          |  |  |        |        |
|  | 라떼라떼       | 88           |                |        |            |            |  |  |          |          |  |  |        |        |

#### 16강전
- 심사위원

_ 송홍섭_심사위원장 • 프로듀서/베이시스트
_ 김종진 • 전태관_봄여름가을겨울
_ 유영석_작곡가 겸 가수
_ 김종서 이상은_가수
- 전문음악심사위원

_ 서정민갑_대중음악평론가
_ 김고금평_음악전문기자
_ 김홍범_라디오PD
_ 이승형_이데일리 기자
_ 서병기_헤럴드경제 기자
_ 정덕현_기자
_ 김작가_대중음악평론가
_ 장문권_서울예전 교수
_ 안기택_음반프로듀서
_ 박상준_음반제작자
_ 김마스타_가수 겸 칼럼리스트
_ 김병찬_음반제작자 (플럭서스 뮤직 대표)
_ 김광현_재즈피플 편집장
_ 하재근_대중문화평론가
_ 한형경_서울예술전문학교 교수
_ 한신_편곡&작곡가
_ 원용민_(전)오이뮤직 편집장
_ 이해원_사운드 디자이너
_ 조성훈_음반 프로듀서
_ 한지호_백석예대 교수
- 미션_KBS 라디오 청취자들이 선호하는 가요 89곡, 팝송46곡 중 1곡을 연주하라
- 심사방법_심사위원이 공연을 본 뒤 한팀을 선택
- 평가비율_심사위원 60%, 전문음악심사위원 40%

| 쿨FM 89.1MHz 개국 46주년 특별기획 대한민국 대중음악 선호도 조사 |                                              |    |                                                         |      |
| 조사기간 : 2011.6. 7 ~ 6. 10 조사대상 : 전국 16개 시도에 거주하는 15세 이상 남녀 조사샘플 : 26,272 조사방법 : 한국방송리서치 패널을 이용한 인터넷 설문 조사 조사기관 : KBS 방송문화연구소 |                                              |    |                                                         |      |
| 순위 | 구분                                         |    | 순위                                                    | 구분 |
| 1 | 광화문연가 (이문세)                          | 1  | Yesterday (The Beatles)                                 |      |
| 2 | 내 사랑 내 곁에 (김현식)                     | 2  | Dancing Queen (Abba)                                    |      |
| 3 | 사랑하기 때문에 (유재하)                     | 3  | My Way (Frank Sinatra)                                  |      |
| 4 | 난 알아요 (서태지와 아이들)                  | 4  | Hotel California (Eagles)                               |      |
| 5 | 아침이슬 (양희은)                            | 5  | Porker Face (Lady Gaga)                                 |      |
| 6 | 돌아와요 부산항에 (조용필)                   | 6  | I'm Yours (Jason Mraz)                                  |      |
| 7 | J에게 (이선희)                               | 7  | Hey Jude (The Beatles)                                  |      |
| 8 | Candy (HOT)                                  | 8  | Billie Jean (Michael Jackson)                           |      |
| 9 | Gee (소녀시대)                               | 9  | Bohemian Rhapsody (Queen)                               |      |
| 10 | DOC와 함께 춤을 (DJ DOC)                     | 10 | One Summer Night (진추하&아비)                          |      |
| 11 | 사랑했지만 (김광석)                          | 11 | Yesterday Once More (Carpenters)                        |      |
| 12 | 세월이 가면 (최호섭)                         | 12 | She's Gone (Steel Heart)                                |      |
| 13 | 희야 (부활)                                  | 13 | Love Me Tender (Elvis Presley)                          |      |
| 14 | 꿈의 대화 (이범용&한명훈)                    | 14 | Creep (Radiohead)                                       |      |
| 15 | 보이지 않는 사랑 (신승훈)                    | 15 | I'll Be There (Jackson 5)                               |      |
| 16 | 하루 (김범수)                                | 16 | Because Of You (Ne-Yo)                                  |      |
| 17 | 허공 (조용필)                                | 17 | Bridge Over Troubled Water (Simon & Garfunkel)          |      |
| 18 | 잘못된 만남 (김건모)                         | 18 | Evergreen (Susan Jacks)                                 |      |
| 19 | 너를 위해 (임재범)                           | 19 | Imagine (John Lennon)                                   |      |
| 20 | 어쩌다 마주친 그대 (송골매)                  | 20 | My heart will go on (Celine Dion)                       |      |
| 21 | 회상 (터보)                                  | 21 | I Can't Stop Loving You (Ray Charles)                   |      |
| 22 | 네버 엔딩 스토리 (부활)                      | 22 | Sexy Back (Justin Timberlake)                           |      |
| 23 | 그때 그사람 (심수봉)                         | 23 | I Just Called To Say I Love You (Stevie Wonder)         |      |
| 24 | 사랑으로 (해바라기)                          | 24 | Take On Me (A-Ha)                                       |      |
| 25 | 잊혀진 계절 (이용)                           | 25 | Shape Of My Heart (Sting)                               |      |
| 26 | 초우 (패티 김)                               | 26 | Take Me Home Country Road (John Denver)                 |      |
| 27 | 당신은 모르실거야 (혜은이)                   | 27 | Tears In Heaven (Eric Clapton)                          |      |
| 28 | 창밖의 여자 (조용필)                         | 28 | Green Green Grass Of Home (Tom Jones)                   |      |
| 29 | 고래사냥 (송창식)                            | 29 | Hard To Say I'm Sorry (Chicago)                         |      |
| 30 | 나 어떡해 (샌드페블즈)                       | 30 | Ben (Jackson 5)                                         |      |
| 31 | 그대 내 맘에 들어오면은 (조덕배)             | 31 | Endless Love (Diana Ross & Lionel Richie)               |      |
| 32 | 사랑을 위하여 (김종환)                       | 32 | Words (F. R David)                                      |      |
| 33 | 그리움만 쌓이네 (여진)                       | 33 | You Needed Me (Ann Murray)                              |      |
| 34 | 편지 (어니언스)                              | 34 | Nothing's Gonna Change My Love For You (Glenn Medeiros) |      |
| 35 | 거짓말 (빅뱅)                                | 35 | Don't Forget To Remember (Beegees)                      |      |
| 36 | 하얀 나비 (김정호)                           | 36 | Crazy In Love (Beyonce)                                 |      |
| 37 | 거위의 꿈 (인순이)                           | 37 | Like A Virgin (Madonna)                                 |      |
| 38 | 만남 (노사연)                                | 38 | Vincent (Don Mclean)                                    |      |
| 39 | 님은 먼곳에 (김추자)                         | 39 | I'll Be Missing You (Puff Daddy)                        |      |
| 40 | 고향역 (나훈아)                              | 40 | Wonderful Tonight (Eric Clapton)                        |      |
| 41 | 단발머리 (조용필)                            | 41 | I Will Always Love You (Whitney Houston)                |      |
| 42 | 동백아가씨 (이미자)                          | 42 | Sorry Seems To Be The Hardest Word (Elton John)         |      |
| 43 | 비오는 날의 수채화 (강인원, 권인하, 김현식)  | 43 | Unchained Melody (The Righteous Brothers)               |      |
| 44 | 좋은날 (아이유)                              | 44 | Hello (Lionel Richie)                                   |      |
| 45 | 동행 (최성수)                                | 45 | Can't Take My Eyes Off Of you (Morten Hackett)          |      |
| 46 | 아주 오래된 연인들 (015B)                    | 46 | End Of The Road (Boyz 2 Men)                            |      |
| 47 | 영원한 사랑 (핑클)                           |    |                                                         |      |
| 48 | 해변의 여인 (쿨)                             |    |                                                         |      |
| 49 | 희나리 (구창모)                              |    |                                                         |      |
| 50 | I Dont Care (2NE1)                           |    |                                                         |      |
| 51 | 슬픈 인연 (나미)                             |    |                                                         |      |
| 52 | 아파트 (윤수일)                              |    |                                                         |      |
| 53 | 그것만이 내세상 (들국화)                     |    |                                                         |      |
| 54 | 못다핀 꽃한송이 (김수철)                     |    |                                                         |      |
| 55 | 낭만에 대하여 (최백호)                       |    |                                                         |      |
| 56 | 님과 함께 (남진)                             |    |                                                         |      |
| 57 | 하얀 손수건 (트윈폴리오)                     |    |                                                         |      |
| 58 | 꽃밭에서 (조관우)                            |    |                                                         |      |
| 59 | 어머님께 (god)                               |    |                                                         |      |
| 60 | 꿍따리 샤바라 (클론)                         |    |                                                         |      |
| 61 | 이밤의 끝을 잡고 (솔리드)                    |    |                                                         |      |
| 62 | 거리에서 (동물원)                            |    |                                                         |      |
| 63 | 여러분 (윤복희)                              |    |                                                         |      |
| 64 | 낙엽따라 가버린 사랑 (차중락)                |    |                                                         |      |
| 65 | 내 마음 갈 곳을 잃어 (최백호)                |    |                                                         |      |
| 66 | 안개낀 장충단 공원 (배호)                    |    |                                                         |      |
| 67 | 애모 (김수희)                                |    |                                                         |      |
| 68 | TELL ME (원더걸스)                           |    |                                                         |      |
| 69 | 사랑의 미로 (최진희)                         |    |                                                         |      |
| 70 | 무시로 (나훈아)                              |    |                                                         |      |
| 71 | 밤에 떠난 여인 (하남석)                      |    |                                                         |      |
| 72 | 너 (이종용)                                  |    |                                                         |      |
| 73 | 미스터 (카라)                                |    |                                                         |      |
| 74 | 미소를 띄우며 너를 보낸 그 모습처럼 (이은하) |    |                                                         |      |
| 75 | 내게도 사랑이 (함중아)                       |    |                                                         |      |
| 76 | 헤어진 다음날 (이현우)                       |    |                                                         |      |
| 77 | 열애 (윤시내)                                |    |                                                         |      |
| 78 | 행복한 사람 (조동진)                         |    |                                                         |      |
| 79 | 사랑일 뿐야 (김민우)                         |    |                                                         |      |
| 80 | 하숙생 (최희준)                              |    |                                                         |      |
| 81 | SORRY SORRY (슈퍼주니어)                     |    |                                                         |      |
| 82 | 모닥불 (박인희)                              |    |                                                         |      |
| 83 | 코스모스 피어있는 길 (김상희)                |    |                                                         |      |
| 84 | 사랑안해 (백지영)                            |    |                                                         |      |
| 85 | 미인 (신중현과 엽전들)                       |    |                                                         |      |
| 86 | 한동안 뜸했었지 (사랑과 평화)                |    |                                                         |      |
| 87 | 이별의 그늘 (윤상)                           |    |                                                         |      |
| 88 | 사랑two (윤도현밴드)                         |    |                                                         |      |
| 89 | NO.1 (보아)                                  |    |                                                         |      |

| 16강 가군 첫 번째 경연                             |               |               |               |               |               |               |               |               |               |                                                    |                          |                          |
| My Way_Frank Sinatra                               |               |               |               |               |               |               |               |               |               |                                                    | Poker Face_Lady gaga     |                          |
| 게이트 플라워즈_ 코치/신대철                       | 총 점         | 총 점         | 총 점         | 총 점         | 총 점         | 총 점         | 총 점         | 총 점         | 총 점         | 총 점                                              | 코치/신해철_번아웃하우스 | 게이트 플라워즈 8강 진출 |
| 송홍섭 유영석 이상은 김종서                        | 76            | 76            | 76            | 76            | 76            | 76            | 76            | 76            | 24            | 24                                                 | 봄여름가을겨울           | 게이트 플라워즈 8강 진출 |
| 보컬 박근홍, 기타 염승식 베이스 유재인 드럼 양종은 |               |               |               |               |               |               |               |               |               |                                                    |                          | 게이트 플라워즈 8강 진출 |
| 심사위원 점수                                      | 심사위원 점수 | 심사위원 점수 | 심사위원 점수 | 심사위원 점수 | 심사위원 점수 | 심사위원 점수 | 심사위원 점수 | 심사위원 점수 | 심사위원 점수 | 보컬 오경석, 기타 이문준 베이스 최선용 드럼 한상희 |                          | 게이트 플라워즈 8강 진출 |
| 48                                                 | 48            | 48            | 48            | 48            | 48            | 48            | 48            | 12            | 12            | 보컬 오경석, 기타 이문준 베이스 최선용 드럼 한상희 |                          | 게이트 플라워즈 8강 진출 |
| 전문심사위원 점수                                  |               |               |               |               |               |               |               |               |               | 보컬 오경석, 기타 이문준 베이스 최선용 드럼 한상희 |                          | 게이트 플라워즈 8강 진출 |
| 28                                                 | 28            | 28            | 28            | 28            | 28            | 28            | 12            | 12            | 12            | 보컬 오경석, 기타 이문준 베이스 최선용 드럼 한상희 |                          |                          |

| 16강 가군 두 번째 경연                                      |               |               |               |               |               |               |               |               |               |                                                                  |                  |                       |
| 쿵따리 샤바라_클론                                          |               |               |               |               |               |               |               |               |               |                                                                  | 열애_윤시내      |                       |
| 아이씨사이다_ 코치/노브레인                                 | 총 점         | 총 점         | 총 점         | 총 점         | 총 점         | 총 점         | 총 점         | 총 점         | 총 점         | 총 점                                                            | 코치/정원영_시크 | 아이씨사이다 8강 진출 |
| 봄여름가을겨울 유영석 [[이상은 ( 가수)\|이상은]] 김종서     | 52            | 52            | 52            | 52            | 52            | 48            | 48            | 48            | 48            | 48                                                               | 송홍섭           | 아이씨사이다 8강 진출 |
| 보컬 고광표, 기타 전두영 • 정형재 베이스 김태훈 드럼 정연식 |               |               |               |               |               |               |               |               |               |                                                                  |                  | 아이씨사이다 8강 진출 |
| 심사위원 점수                                               | 심사위원 점수 | 심사위원 점수 | 심사위원 점수 | 심사위원 점수 | 심사위원 점수 | 심사위원 점수 | 심사위원 점수 | 심사위원 점수 | 심사위원 점수 | 보컬 남주희, 기타 강지훈 베이스 박봉석 색소폰 박현상 드럼 성기원 |                  | 아이씨사이다 8강 진출 |
| 48                                                          | 48            | 48            | 48            | 48            | 48            | 48            | 12            | 12            | 12            | 보컬 남주희, 기타 강지훈 베이스 박봉석 색소폰 박현상 드럼 성기원 |                  | 아이씨사이다 8강 진출 |
| 전문심사위원 점수                                           |               |               |               |               |               |               |               |               |               | 보컬 남주희, 기타 강지훈 베이스 박봉석 색소폰 박현상 드럼 성기원 |                  | 아이씨사이다 8강 진출 |
| 4                                                           | 36            | 36            | 36            | 36            | 36            | 36            | 36            | 36            | 36            | 보컬 남주희, 기타 강지훈 베이스 박봉석 색소폰 박현상 드럼 성기원 |                  |                       |

| 16강 가군 세 번째 경연                       |               |               |               |               |               |               |               |               |               |                                       |                      |              |
| Hey Jude_비틀즈                              |               |               |               |               |               |               |               |               |               |                                       | 거위의 꿈_카니발     |              |
| POE_ 코치/남궁연                             | 총 점         | 총 점         | 총 점         | 총 점         | 총 점         | 총 점         | 총 점         | 총 점         | 총 점         | 총 점                                 | 코치/김도균_라이밴드 | POE 8강 진출 |
| 봄여름가을겨울 송홍섭 유영석 이상은 김종서   | 96            | 96            | 96            | 96            | 96            | 96            | 96            | 96            | 96            | 4                                     |                      | POE 8강 진출 |
| 보컬 • 건반 물렁곈 베이스 김윤기 드럼 이현도 |               |               |               |               |               |               |               |               |               |                                       |                      | POE 8강 진출 |
| 심사위원 점수                                | 심사위원 점수 | 심사위원 점수 | 심사위원 점수 | 심사위원 점수 | 심사위원 점수 | 심사위원 점수 | 심사위원 점수 | 심사위원 점수 | 심사위원 점수 | 보컬 이지혜 베이스 이현재 드럼 정종덕 |                      | POE 8강 진출 |
| 60                                           |               |               |               |               |               |               |               |               |               | 보컬 이지혜 베이스 이현재 드럼 정종덕 |                      | POE 8강 진출 |
| 전문심사위원 점수                            |               |               |               |               |               |               |               |               |               | 보컬 이지혜 베이스 이현재 드럼 정종덕 |                      | POE 8강 진출 |
| 36                                           | 36            | 36            | 36            | 36            | 36            | 36            | 36            | 36            | 4             | 보컬 이지혜 베이스 이현재 드럼 정종덕 |                      |              |

1. ↑  라이밴드 기타리스트 신수인은 교통사고 부상으로 16강 경연에 참여하지 못하였다.

| 16강 가군 네 번째 경연                                                  |               |               |               |               |               |               |               |               |               |                                                    |                            |              |
| Can't take my eyes off you_프랭키 밸리                                  |               |               |               |               |               |               |               |               |               |                                                    | 그때 그사람_심수봉         |              |
| WMA_ 코치/한상원                                                        | 총 점         | 총 점         | 총 점         | 총 점         | 총 점         | 총 점         | 총 점         | 총 점         | 총 점         | 총 점                                              | 코치/체리필터_블루니어마더 | WMA 8강 진출 |
| 봄여름가을겨울 송홍섭 유영석 김종서                                     | 76            | 76            | 76            | 76            | 76            | 76            | 76            | 76            | 24            | 24                                                 | 이상은                     | WMA 8강 진출 |
| 보컬 손승연, 기타 유재혁 • 정재우 건반 최영균 베이스 장승훈 드럼 김예찬 |               |               |               |               |               |               |               |               |               |                                                    |                            | WMA 8강 진출 |
| 심사위원 점수                                                           | 심사위원 점수 | 심사위원 점수 | 심사위원 점수 | 심사위원 점수 | 심사위원 점수 | 심사위원 점수 | 심사위원 점수 | 심사위원 점수 | 심사위원 점수 | 보컬 문지성, 기타 한준희 베이스 이재훈 드럼 서종수 |                            | WMA 8강 진출 |
| 48                                                                      | 48            | 48            | 48            | 48            | 48            | 48            | 48            | 12            | 12            | 보컬 문지성, 기타 한준희 베이스 이재훈 드럼 서종수 |                            | WMA 8강 진출 |
| 전문심사위원 점수                                                       |               |               |               |               |               |               |               |               |               | 보컬 문지성, 기타 한준희 베이스 이재훈 드럼 서종수 |                            | WMA 8강 진출 |
| 28                                                                      | 28            | 28            | 28            | 28            | 28            | 28            | 12            | 12            | 12            | 보컬 문지성, 기타 한준희 베이스 이재훈 드럼 서종수 |                            |              |

| 16강 나군 첫 번째 경연                             |               |               |               |               |               |               |               |               |               |                                                             |                    |                |
| NO.1 _보아                                         |               |               |               |               |               |               |               |               |               |                                                             | 고래사냥_송창식    |                |
| 2STAY_ 코치/체리필터                               | 총 점         | 총 점         | 총 점         | 총 점         | 총 점         | 총 점         | 총 점         | 총 점         | 총 점         | 총 점                                                       | 코치/남궁연_엑시즈 | 2STAY 8강 진출 |
| 봄여름가을겨울 송홍섭 김종서                       | 52            | 52            | 52            | 52            | 52            | 48            | 48            | 48            | 48            | 48                                                          | 유영석 이상은      | 2STAY 8강 진출 |
| 보컬 김형석, 기타 양유열 베이스 심문보 드럼 양상열 |               |               |               |               |               |               |               |               |               |                                                             |                    | 2STAY 8강 진출 |
| 심사위원 점수                                      | 심사위원 점수 | 심사위원 점수 | 심사위원 점수 | 심사위원 점수 | 심사위원 점수 | 심사위원 점수 | 심사위원 점수 | 심사위원 점수 | 심사위원 점수 | 보컬 박준형, 기타 양지완 • 안미연 베이스 김하진 드럼 이승배 |                    | 2STAY 8강 진출 |
| 36                                                 | 36            | 36            | 36            | 36            | 36            | 24            | 24            | 24            | 24            | 보컬 박준형, 기타 양지완 • 안미연 베이스 김하진 드럼 이승배 |                    | 2STAY 8강 진출 |
| 전문심사위원 점수                                  |               |               |               |               |               |               |               |               |               | 보컬 박준형, 기타 양지완 • 안미연 베이스 김하진 드럼 이승배 |                    | 2STAY 8강 진출 |
| 16                                                 | 16            | 16            | 16            | 24            | 24            | 24            | 24            | 24            | 24            | 보컬 박준형, 기타 양지완 • 안미연 베이스 김하진 드럼 이승배 |                    |                |

| 16강 나군 두 번째 경연          |               |               |               |               |               |               |               |               |               |                                              |                              |               |
| 나 어떡해_샌드 페블즈           |               |               |               |               |               |               |               |               |               |                                              | Poker Face_레이디 가가       |               |
| 톡식_ 코치/정원영               | 총 점         | 총 점         | 총 점         | 총 점         | 총 점         | 총 점         | 총 점         | 총 점         | 총 점         | 총 점                                        | 코치/노브레인_브로큰발렌타인 | 톡식 8강 진출 |
| 송홍섭 김종서                   | 56            | 56            | 56            | 56            | 56            | 56            | 44            | 44            | 44            | 44                                           | 봄여름가을겨울 유영석 이상은 | 톡식 8강 진출 |
| 보컬 및 기타 김정우 드럼 김슬옹 |               |               |               |               |               |               |               |               |               |                                              |                              | 톡식 8강 진출 |
| 심사위원 점수                   | 심사위원 점수 | 심사위원 점수 | 심사위원 점수 | 심사위원 점수 | 심사위원 점수 | 심사위원 점수 | 심사위원 점수 | 심사위원 점수 | 심사위원 점수 | 보컬 반, 기타 안수 변G 베이스 성환 드럼 쿠파 |                              | 톡식 8강 진출 |
| 24                              | 24            | 24            | 24            | 36            | 36            | 36            | 36            | 36            | 36            | 보컬 반, 기타 안수 변G 베이스 성환 드럼 쿠파 |                              | 톡식 8강 진출 |
| 전문심사위원 점수               |               |               |               |               |               |               |               |               |               | 보컬 반, 기타 안수 변G 베이스 성환 드럼 쿠파 |                              | 톡식 8강 진출 |
| 32                              | 32            | 32            | 32            | 32            | 32            | 32            | 32            | 8             | 8             | 보컬 반, 기타 안수 변G 베이스 성환 드럼 쿠파 |                              |               |

| 16강 나군 세 번째 경연                            |               |               |               |               |               |               |               |               |               |                                                              |                        |                   |
| My heart will go on_셀린 디옹                     |               |               |               |               |               |               |               |               |               |                                                              | 거리에서_동물원        |                   |
| 제이파워_ 코치/김도균                             | 총 점         | 총 점         | 총 점         | 총 점         | 총 점         | 총 점         | 총 점         | 총 점         | 총 점         | 총 점                                                        | 코치/신대철_하비누아주 | 제이파워 8강 진출 |
| 봄여름가을겨울 송홍섭 유영석 김종서               | 68            | 68            | 68            | 68            | 68            | 68            | 68            | 32            | 32            | 32                                                           | 이상은                 | 제이파워 8강 진출 |
| 기타 서강희 베이스 도용준 건반 송우진 드럼 안성준 |               |               |               |               |               |               |               |               |               |                                                              |                        | 제이파워 8강 진출 |
| 심사위원 점수                                     | 심사위원 점수 | 심사위원 점수 | 심사위원 점수 | 심사위원 점수 | 심사위원 점수 | 심사위원 점수 | 심사위원 점수 | 심사위원 점수 | 심사위원 점수 | 보컬 뽐므, 기타 박찬혁 건반 전진희 베이스 심영주 드럼 배유림 |                        | 제이파워 8강 진출 |
| 48                                                | 48            | 48            | 48            | 48            | 48            | 48            | 48            | 12            | 12            | 보컬 뽐므, 기타 박찬혁 건반 전진희 베이스 심영주 드럼 배유림 |                        | 제이파워 8강 진출 |
| 전문심사위원 점수                                 |               |               |               |               |               |               |               |               |               | 보컬 뽐므, 기타 박찬혁 건반 전진희 베이스 심영주 드럼 배유림 |                        | 제이파워 8강 진출 |
| 20                                                | 20            | 20            | 20            | 20            | 20            | 20            | 20            | 20            | 20            | 보컬 뽐므, 기타 박찬혁 건반 전진희 베이스 심영주 드럼 배유림 |                        |                   |

| 16강 나군 네 번째 경연                                                                        |               |               |               |               |               |               |               |               |               | |                                            |                   |
| Dancing Queen_ABBA                                                                            |               |               |               |               |               |               |               |               |               | | 그대 내 맘에 들어오면은_조덕배             |                   |
| S1_ 코치/신해철                                                                               | 총 점         | 총 점         | 총 점         | 총 점         | 총 점         | 총 점         | 총 점         | 총 점         | 총 점         | 총 점 | 코치/김도균_라떼라떼                       | 라떼라떼 8강 진출 |
|                                                                                               | 12            | 88            | 88            | 88            | 88            | 88            | 88            | 88            | 88            | 88 | 봄여름가을겨울 송홍섭 유영석 이상은 김종서 | 라떼라떼 8강 진출 |
| 보컬 신홍선 • 김지희 기타 양선웅 드럼 전재현 • 강신영 건반 고정명 베이스 류영미 색소폰 이준호 |               |               |               |               |               |               |               |               |               | |                                            | 라떼라떼 8강 진출 |
| 심사위원 점수                                                                                 | 심사위원 점수 | 심사위원 점수 | 심사위원 점수 | 심사위원 점수 | 심사위원 점수 | 심사위원 점수 | 심사위원 점수 | 심사위원 점수 | 심사위원 점수 | 보컬 유유리 베이스 손병규 기타 조동준 색소폰 김성년 드럼 김원국 건반 박진희 • 김소현 • 최나란 퍼커션 서익주 • 장창원 • 김종훈 |                                            | 라떼라떼 8강 진출 |
| 60                                                                                            |               |               |               |               |               |               |               |               |               | 보컬 유유리 베이스 손병규 기타 조동준 색소폰 김성년 드럼 김원국 건반 박진희 • 김소현 • 최나란 퍼커션 서익주 • 장창원 • 김종훈 |                                            | 라떼라떼 8강 진출 |
| 전문심사위원 점수                                                                             |               |               |               |               |               |               |               |               |               | 보컬 유유리 베이스 손병규 기타 조동준 색소폰 김성년 드럼 김원국 건반 박진희 • 김소현 • 최나란 퍼커션 서익주 • 장창원 • 김종훈 |                                            | 라떼라떼 8강 진출 |
| 12                                                                                            | 12            | 12            | 28            | 28            | 28            | 28            | 28            | 28            | 28            | 보컬 유유리 베이스 손병규 기타 조동준 색소폰 김성년 드럼 김원국 건반 박진희 • 김소현 • 최나란 퍼커션 서익주 • 장창원 • 김종훈 |                                            |                   |

#### 8강전
- 심사위원

_ 송홍섭_심사위원장 • 프로듀서/베이시스트
_ 김종진 • 전태관_봄여름가을겨울
_ 유영석_작곡가 겸 가수
_ 김종서_가수
- 심사방법_심사위원400점50% + 문자투표400점50%
- 공연순서_공연 순서는 추첨에 의해 결정
- 미션_명곡의 재탄생 전설을 노래하라!
- 특별공연

_국카스텐〈거울〉
_피아〈Urban explorer〉
| 8강 가군 첫 번째 경연                                       |                                                             |                                                             |                                                             |                                                             |                                                             |                                                             |                 |                 |                 |       |       |       |       |       |       |                 |                                                    |                                                    |                                                    |                                                    |                                                    |                                                    |                                                    |                          |  |
| 물 좀 주소+행복의 나라로_한대수                             | 물 좀 주소+행복의 나라로_한대수                             | 물 좀 주소+행복의 나라로_한대수                             | 물 좀 주소+행복의 나라로_한대수                             | 물 좀 주소+행복의 나라로_한대수                             | 물 좀 주소+행복의 나라로_한대수                             | 물 좀 주소+행복의 나라로_한대수                             |                 |                 |                 |       |       |       |       |       |       |                 | Paint it black_Rolling Stones                      | Paint it black_Rolling Stones                      | Paint it black_Rolling Stones                      | Paint it black_Rolling Stones                      | Paint it black_Rolling Stones                      | Paint it black_Rolling Stones                      | Paint it black_Rolling Stones                      |                          |  |
| 아이씨사이다_코치/노브레인                                  | 아이씨사이다_코치/노브레인                                  | 아이씨사이다_코치/노브레인                                  | 아이씨사이다_코치/노브레인                                  | 아이씨사이다_코치/노브레인                                  | 아이씨사이다_코치/노브레인                                  | 아이씨사이다_코치/노브레인                                  | 총 점           | 총 점           | 총 점           | 총 점 | 총 점 | 총 점 | 총 점 | 총 점 | 총 점 | 총 점           | 코치/신대철_게이트 플라워즈                        | 코치/신대철_게이트 플라워즈                        | 코치/신대철_게이트 플라워즈                        | 코치/신대철_게이트 플라워즈                        | 코치/신대철_게이트 플라워즈                        | 코치/신대철_게이트 플라워즈                        | 코치/신대철_게이트 플라워즈                        | 게이트 플라워즈 4강 진출 |  |
| 보컬 고광표, 기타 전두영 • 정형재 베이스 김태훈 드럼 정연식 | 보컬 고광표, 기타 전두영 • 정형재 베이스 김태훈 드럼 정연식 | 보컬 고광표, 기타 전두영 • 정형재 베이스 김태훈 드럼 정연식 | 보컬 고광표, 기타 전두영 • 정형재 베이스 김태훈 드럼 정연식 | 보컬 고광표, 기타 전두영 • 정형재 베이스 김태훈 드럼 정연식 | 보컬 고광표, 기타 전두영 • 정형재 베이스 김태훈 드럼 정연식 | 보컬 고광표, 기타 전두영 • 정형재 베이스 김태훈 드럼 정연식 |                 |                 |                 |       |       |       |       |       |       |                 | 보컬 박근홍, 기타 염승식 베이스 유재인 드럼 양종은 | 보컬 박근홍, 기타 염승식 베이스 유재인 드럼 양종은 | 보컬 박근홍, 기타 염승식 베이스 유재인 드럼 양종은 | 보컬 박근홍, 기타 염승식 베이스 유재인 드럼 양종은 | 보컬 박근홍, 기타 염승식 베이스 유재인 드럼 양종은 | 보컬 박근홍, 기타 염승식 베이스 유재인 드럼 양종은 | 보컬 박근홍, 기타 염승식 베이스 유재인 드럼 양종은 | 게이트 플라워즈 4강 진출 |  |
|                                                             |                                                             | 85                                                          | 70                                                          | 96                                                          | 90                                                          | 125                                                         |                 | 466             | 466             | 466   | 466   | 603   | 603   | 603   | 603   | 603             | 603                                                |                                                    | 274                                                | 85                                                 | 94                                                 | 90                                                 | 60                                                 | 게이트 플라워즈 4강 진출 |  |
| 봄여름가을겨울                                              | 봄여름가을겨울                                              | 봄여름가을겨울                                              | 송홍섭                                                      | 유영석                                                      | 김종서                                                      | 시청자 문자투표                                             | 시청자 문자투표 | 시청자 문자투표 | 시청자 문자투표 |       |       |       |       |       |       | 시청자 문자투표 | 시청자 문자투표                                    | 시청자 문자투표                                    | 시청자 문자투표                                    | 김종서                                             | 유영석                                             | 송홍섭                                             | 봄여름가을겨울                                     | 봄여름가을겨울           |  |

| 8강 가군 두 번째 경연                        |                                              |                                              |                                              |                                              |                                              |                                              |                 |                 |                 |       |       |       |       |       |       |                 |                                                                        |                                                                        |                                                                        |                                                                        |                                                                        |                                                                        |                                                                        |                |  |
| Holiday_Bee Gees                             | Holiday_Bee Gees                             | Holiday_Bee Gees                             | Holiday_Bee Gees                             | Holiday_Bee Gees                             | Holiday_Bee Gees                             | Holiday_Bee Gees                             |                 |                 |                 |       |       |       |       |       |       |                 | Born to be wild _스테픈울프                                            | Born to be wild _스테픈울프                                            | Born to be wild _스테픈울프                                            | Born to be wild _스테픈울프                                            | Born to be wild _스테픈울프                                            | Born to be wild _스테픈울프                                            | Born to be wild _스테픈울프                                            |                |  |
| POE_코치/남궁연                              | POE_코치/남궁연                              | POE_코치/남궁연                              | POE_코치/남궁연                              | POE_코치/남궁연                              | POE_코치/남궁연                              | POE_코치/남궁연                              | 총 점           | 총 점           | 총 점           | 총 점 | 총 점 | 총 점 | 총 점 | 총 점 | 총 점 | 총 점           | 코치/한상원_WMA                                                        | 코치/한상원_WMA                                                        | 코치/한상원_WMA                                                        | 코치/한상원_WMA                                                        | 코치/한상원_WMA                                                        | 코치/한상원_WMA                                                        | 코치/한상원_WMA                                                        | POE 4강 진출   |  |
| 보컬 • 건반 물렁곈 베이스 김윤기 드럼 이현도 | 보컬 • 건반 물렁곈 베이스 김윤기 드럼 이현도 | 보컬 • 건반 물렁곈 베이스 김윤기 드럼 이현도 | 보컬 • 건반 물렁곈 베이스 김윤기 드럼 이현도 | 보컬 • 건반 물렁곈 베이스 김윤기 드럼 이현도 | 보컬 • 건반 물렁곈 베이스 김윤기 드럼 이현도 | 보컬 • 건반 물렁곈 베이스 김윤기 드럼 이현도 |                 |                 |                 |       |       |       |       |       |       |                 | 보컬 손승연, 기타 유재혁 • 정재우 건반 최영균 베이스 장승훈 드럼김예찬 | 보컬 손승연, 기타 유재혁 • 정재우 건반 최영균 베이스 장승훈 드럼김예찬 | 보컬 손승연, 기타 유재혁 • 정재우 건반 최영균 베이스 장승훈 드럼김예찬 | 보컬 손승연, 기타 유재혁 • 정재우 건반 최영균 베이스 장승훈 드럼김예찬 | 보컬 손승연, 기타 유재혁 • 정재우 건반 최영균 베이스 장승훈 드럼김예찬 | 보컬 손승연, 기타 유재혁 • 정재우 건반 최영균 베이스 장승훈 드럼김예찬 | 보컬 손승연, 기타 유재혁 • 정재우 건반 최영균 베이스 장승훈 드럼김예찬 | POE 4강 진출   |  |
|                                              |                                              | 65                                           | 65                                           | 93                                           | 85                                           | 246                                          |                 | 554             | 554             | 554   | 554   | 554   | 483   | 483   | 483   | 483             | 483                                                                    |                                                                        | 153                                                                    | 90                                                                     | 90                                                                     | 70                                                                     | 80                                                                     | POE 4강 진출   |  |
| 봄여름가을겨울                               | 봄여름가을겨울                               | 봄여름가을겨울                               | 송홍섭                                       | 유영석                                       | 김종서                                       | 시청자 문자투표                              | 시청자 문자투표 | 시청자 문자투표 | 시청자 문자투표 |       |       |       |       |       |       | 시청자 문자투표 | 시청자 문자투표                                                        | 시청자 문자투표                                                        | 시청자 문자투표                                                        | 김종서                                                                 | 유영석                                                                 | 송홍섭                                                                 | 봄여름가을겨울                                                         | 봄여름가을겨울 |  |

| 8강 나군 첫 번째 경연           |                                 |                                 |                                 |                                 |                                 |                                 |                 |                 |                 |       |       |       |       |       |       |                 |                                                    |                                                    |                                                    |                                                    |                                                    |                                                    |                                                    |                |  |
| Shock 김창훈                    | Shock 김창훈                    | Shock 김창훈                    | Shock 김창훈                    | Shock 김창훈                    | Shock 김창훈                    | Shock 김창훈                    |                 |                 |                 |       |       |       |       |       |       |                 | 불티_전영록                                        | 불티_전영록                                        | 불티_전영록                                        | 불티_전영록                                        | 불티_전영록                                        | 불티_전영록                                        | 불티_전영록                                        |                |  |
| 톡식 코치/정원영                | 톡식 코치/정원영                | 톡식 코치/정원영                | 톡식 코치/정원영                | 톡식 코치/정원영                | 톡식 코치/정원영                | 톡식 코치/정원영                | 총 점           | 총 점           | 총 점           | 총 점 | 총 점 | 총 점 | 총 점 | 총 점 | 총 점 | 총 점           | 코치/체리필터 2STAY                                | 코치/체리필터 2STAY                                | 코치/체리필터 2STAY                                | 코치/체리필터 2STAY                                | 코치/체리필터 2STAY                                | 코치/체리필터 2STAY                                | 코치/체리필터 2STAY                                | 톡식 4강 진출  |  |
| 보컬 및 기타 김정우 드럼 김슬옹 | 보컬 및 기타 김정우 드럼 김슬옹 | 보컬 및 기타 김정우 드럼 김슬옹 | 보컬 및 기타 김정우 드럼 김슬옹 | 보컬 및 기타 김정우 드럼 김슬옹 | 보컬 및 기타 김정우 드럼 김슬옹 | 보컬 및 기타 김정우 드럼 김슬옹 |                 |                 |                 |       |       |       |       |       |       |                 | 보컬 김형석, 기타 양유열 베이스 심문보 드럼 양상열 | 보컬 김형석, 기타 양유열 베이스 심문보 드럼 양상열 | 보컬 김형석, 기타 양유열 베이스 심문보 드럼 양상열 | 보컬 김형석, 기타 양유열 베이스 심문보 드럼 양상열 | 보컬 김형석, 기타 양유열 베이스 심문보 드럼 양상열 | 보컬 김형석, 기타 양유열 베이스 심문보 드럼 양상열 | 보컬 김형석, 기타 양유열 베이스 심문보 드럼 양상열 | 톡식 4강 진출  |  |
|                                 |                                 | 85                              | 95                              | 92                              | 90                              | 339                             |                 | 701             | 701             | 701   | 701   | 701   | 701   | 701   | 363   | 363             | 363                                                |                                                    | 61                                                 | 90                                                 | 92                                                 | 95                                                 | 85                                                 | 톡식 4강 진출  |  |
| 봄여름가을겨울                  | 봄여름가을겨울                  | 봄여름가을겨울                  | 송홍섭                          | 유영석                          | 김종서                          | 시청자 문자투표                 | 시청자 문자투표 | 시청자 문자투표 | 시청자 문자투표 |       |       |       |       |       |       | 시청자 문자투표 | 시청자 문자투표                                    | 시청자 문자투표                                    | 시청자 문자투표                                    | 김종서                                             | 유영석                                             | 송홍섭                                             | 봄여름가을겨울                                     | 봄여름가을겨울 |  |

| 8강 나군 두 번째 경연 | | | | | | |                 |                 |                 |       |       |       |       |       |       |                 |                                                   |                                                   |                                                   |                                                   |                                                   |                                                   |                                                   |                   |  |
| Conga _글로리아 에스테판&마이애미 사운드 머신                                                                                 | Conga _글로리아 에스테판&마이애미 사운드 머신                                                                                 | Conga _글로리아 에스테판&마이애미 사운드 머신                                                                                 | Conga _글로리아 에스테판&마이애미 사운드 머신                                                                                 | Conga _글로리아 에스테판&마이애미 사운드 머신                                                                                 | Conga _글로리아 에스테판&마이애미 사운드 머신                                                                                 | Conga _글로리아 에스테판&마이애미 사운드 머신                                                                                 |                 |                 |                 |       |       |       |       |       |       |                 | We are the Champion_퀸                            | We are the Champion_퀸                            | We are the Champion_퀸                            | We are the Champion_퀸                            | We are the Champion_퀸                            | We are the Champion_퀸                            | We are the Champion_퀸                            |                   |  |
| 라떼라떼_코치/한상원 | 라떼라떼_코치/한상원 | 라떼라떼_코치/한상원 | 라떼라떼_코치/한상원 | 라떼라떼_코치/한상원 | 라떼라떼_코치/한상원 | 라떼라떼_코치/한상원 | 총 점           | 총 점           | 총 점           | 총 점 | 총 점 | 총 점 | 총 점 | 총 점 | 총 점 | 총 점           | 코치/김도균_제이파워                              | 코치/김도균_제이파워                              | 코치/김도균_제이파워                              | 코치/김도균_제이파워                              | 코치/김도균_제이파워                              | 코치/김도균_제이파워                              | 코치/김도균_제이파워                              | 제이파워 4강 진출 |  |
| 보컬 유유리 베이스 손병규 기타 조동준 색소폰 김성년 드럼 김원국 건반 박진희 • 김소현 • 최나란 퍼커션 서익주 • 장창원 • 김종훈 | 보컬 유유리 베이스 손병규 기타 조동준 색소폰 김성년 드럼 김원국 건반 박진희 • 김소현 • 최나란 퍼커션 서익주 • 장창원 • 김종훈 | 보컬 유유리 베이스 손병규 기타 조동준 색소폰 김성년 드럼 김원국 건반 박진희 • 김소현 • 최나란 퍼커션 서익주 • 장창원 • 김종훈 | 보컬 유유리 베이스 손병규 기타 조동준 색소폰 김성년 드럼 김원국 건반 박진희 • 김소현 • 최나란 퍼커션 서익주 • 장창원 • 김종훈 | 보컬 유유리 베이스 손병규 기타 조동준 색소폰 김성년 드럼 김원국 건반 박진희 • 김소현 • 최나란 퍼커션 서익주 • 장창원 • 김종훈 | 보컬 유유리 베이스 손병규 기타 조동준 색소폰 김성년 드럼 김원국 건반 박진희 • 김소현 • 최나란 퍼커션 서익주 • 장창원 • 김종훈 | 보컬 유유리 베이스 손병규 기타 조동준 색소폰 김성년 드럼 김원국 건반 박진희 • 김소현 • 최나란 퍼커션 서익주 • 장창원 • 김종훈 |                 |                 |                 |       |       |       |       |       |       |                 | 기타 서강희 베이스 도용준 건반 송우진 드럼 안성준 | 기타 서강희 베이스 도용준 건반 송우진 드럼 안성준 | 기타 서강희 베이스 도용준 건반 송우진 드럼 안성준 | 기타 서강희 베이스 도용준 건반 송우진 드럼 안성준 | 기타 서강희 베이스 도용준 건반 송우진 드럼 안성준 | 기타 서강희 베이스 도용준 건반 송우진 드럼 안성준 | 기타 서강희 베이스 도용준 건반 송우진 드럼 안성준 | 제이파워 4강 진출 |  |
| | | 90 | 66 | 88 | 92 | 129 |                 | 465             | 465             | 465   | 465   | 465   | 590   | 590   | 590   | 590             | 590                                               |                                                   | 270                                               | 90                                                | 90                                                | 65                                                | 75                                                | 제이파워 4강 진출 |  |
| 봄여름가을겨울 | 봄여름가을겨울 | 봄여름가을겨울 | 송홍섭 | 유영석 | 김종서 | 시청자 문자투표 | 시청자 문자투표 | 시청자 문자투표 | 시청자 문자투표 |       |       |       |       |       |       | 시청자 문자투표 | 시청자 문자투표                                   | 시청자 문자투표                                   | 시청자 문자투표                                   | 김종서                                            | 유영석                                            | 송홍섭                                            | 봄여름가을겨울                                    | 봄여름가을겨울    |  |

#### 4강전
- 심사위원

_ 송홍섭_심사위원장 • 프로듀서/베이시스트
_ 김종진 • 전태관_봄여름가을겨울
_ 유영석_작곡가 겸 가수
_ 김종서_가수
- 심사방법_심사위원400점(50%) + 문자투표400점(50%)
- 공연순서_공연 순서는 추첨에 의해 결정
- 미션_자신의 색깔로 승부하라. 나를 연주하라! 자작곡
- 특별공연_델리스파이스〈차우차우〉

| 4강전 첫 번째 경연                                 |                                                    |                                                    |                                                    |                                                    |                                                    |                                                    |                 |                 |                 |       |       |       |       |       |       |                 |                                |                                |                                |                                |                                |                                |                                |                |  |
| 불편한 진실_게이트 플라워즈                        | 불편한 진실_게이트 플라워즈                        | 불편한 진실_게이트 플라워즈                        | 불편한 진실_게이트 플라워즈                        | 불편한 진실_게이트 플라워즈                        | 불편한 진실_게이트 플라워즈                        | 불편한 진실_게이트 플라워즈                        |                 |                 |                 |       |       |       |       |       |       |                 | Paper Cup_POE                  | Paper Cup_POE                  | Paper Cup_POE                  | Paper Cup_POE                  | Paper Cup_POE                  | Paper Cup_POE                  | Paper Cup_POE                  |                |  |
| 게이트 플라워즈_코치/신대철                        | 게이트 플라워즈_코치/신대철                        | 게이트 플라워즈_코치/신대철                        | 게이트 플라워즈_코치/신대철                        | 게이트 플라워즈_코치/신대철                        | 게이트 플라워즈_코치/신대철                        | 게이트 플라워즈_코치/신대철                        | 총 점           | 총 점           | 총 점           | 총 점 | 총 점 | 총 점 | 총 점 | 총 점 | 총 점 | 총 점           | 코치/남궁연_POE                | 코치/남궁연_POE                | 코치/남궁연_POE                | 코치/남궁연_POE                | 코치/남궁연_POE                | 코치/남궁연_POE                | 코치/남궁연_POE                | POE 4강 진출   |  |
| 보컬 박근홍, 기타 염승식 베이스 유재인 드럼 양종은 | 보컬 박근홍, 기타 염승식 베이스 유재인 드럼 양종은 | 보컬 박근홍, 기타 염승식 베이스 유재인 드럼 양종은 | 보컬 박근홍, 기타 염승식 베이스 유재인 드럼 양종은 | 보컬 박근홍, 기타 염승식 베이스 유재인 드럼 양종은 | 보컬 박근홍, 기타 염승식 베이스 유재인 드럼 양종은 | 보컬 박근홍, 기타 염승식 베이스 유재인 드럼 양종은 |                 |                 |                 |       |       |       |       |       |       |                 | 보컬 • 건반 물렁곈 드럼 이현도 | 보컬 • 건반 물렁곈 드럼 이현도 | 보컬 • 건반 물렁곈 드럼 이현도 | 보컬 • 건반 물렁곈 드럼 이현도 | 보컬 • 건반 물렁곈 드럼 이현도 | 보컬 • 건반 물렁곈 드럼 이현도 | 보컬 • 건반 물렁곈 드럼 이현도 | POE 4강 진출   |  |
|                                                    |                                                    | 85                                                 | 90                                                 | 90                                                 | 95                                                 | 175                                                |                 | 535             | 535             | 535   | 535   | 535   | 587   | 587   | 587   | 587             | 587                            |                                | 224                            | 95                             | 88                             | 85                             | 95                             | POE 4강 진출   |  |
| 봄여름가을겨울                                     | 봄여름가을겨울                                     | 봄여름가을겨울                                     | 송홍섭                                             | 유영석                                             | 김종서                                             | 시청자 문자투표                                    | 시청자 문자투표 | 시청자 문자투표 | 시청자 문자투표 |       |       |       |       |       |       | 시청자 문자투표 | 시청자 문자투표                | 시청자 문자투표                | 시청자 문자투표                | 김종서                         | 유영석                         | 송홍섭                         | 봄여름가을겨울                 | 봄여름가을겨울 |  |

| 4강전 두 번째 경연                                |                                                   |                                                   |                                                   |                                                   |                                                   |                                                   |                 |                 |                 |       |       |       |       |       |       |                 |                                 |                                 |                                 |                                 |                                 |                                 |                                 |                |  |
| Confess 제이파워                                  | Confess 제이파워                                  | Confess 제이파워                                  | Confess 제이파워                                  | Confess 제이파워                                  | Confess 제이파워                                  | Confess 제이파워                                  |                 |                 |                 |       |       |       |       |       |       |                 | Into the night 톡식             | Into the night 톡식             | Into the night 톡식             | Into the night 톡식             | Into the night 톡식             | Into the night 톡식             | Into the night 톡식             |                |  |
| 제이파워 코치/김도균                              | 제이파워 코치/김도균                              | 제이파워 코치/김도균                              | 제이파워 코치/김도균                              | 제이파워 코치/김도균                              | 제이파워 코치/김도균                              | 제이파워 코치/김도균                              | 총 점           | 총 점           | 총 점           | 총 점 | 총 점 | 총 점 | 총 점 | 총 점 | 총 점 | 총 점           | 코치/정원영 톡식                | 코치/정원영 톡식                | 코치/정원영 톡식                | 코치/정원영 톡식                | 코치/정원영 톡식                | 코치/정원영 톡식                | 코치/정원영 톡식                | 톡식 4강 진출  |  |
| 기타 서강희 베이스 도용준 건반 송우진 드럼 안성준 | 기타 서강희 베이스 도용준 건반 송우진 드럼 안성준 | 기타 서강희 베이스 도용준 건반 송우진 드럼 안성준 | 기타 서강희 베이스 도용준 건반 송우진 드럼 안성준 | 기타 서강희 베이스 도용준 건반 송우진 드럼 안성준 | 기타 서강희 베이스 도용준 건반 송우진 드럼 안성준 | 기타 서강희 베이스 도용준 건반 송우진 드럼 안성준 |                 |                 |                 |       |       |       |       |       |       |                 | 보컬 및 기타 김정우 드럼 김슬옹 | 보컬 및 기타 김정우 드럼 김슬옹 | 보컬 및 기타 김정우 드럼 김슬옹 | 보컬 및 기타 김정우 드럼 김슬옹 | 보컬 및 기타 김정우 드럼 김슬옹 | 보컬 및 기타 김정우 드럼 김슬옹 | 보컬 및 기타 김정우 드럼 김슬옹 | 톡식 4강 진출  |  |
|                                                   |                                                   | 70                                                | 80                                                | 98                                                | 90                                                | 131                                               |                 | 407             | 407             | 407   | 407   | 702   | 702   | 702   | 702   | 702             | 702                             |                                 | 470                             | 92                              | 92                              | 93                              | 95                              | 톡식 4강 진출  |  |
| 봄여름가을겨울                                    | 봄여름가을겨울                                    | 봄여름가을겨울                                    | 송홍섭                                            | 유영석                                            | 김종서                                            | 시청자 문자투표                                   | 시청자 문자투표 | 시청자 문자투표 | 시청자 문자투표 |       |       |       |       |       |       | 시청자 문자투표 | 시청자 문자투표                 | 시청자 문자투표                 | 시청자 문자투표                 | 김종서                          | 유영석                          | 송홍섭                          | 봄여름가을겨울                  | 봄여름가을겨울 |  |

#### 결승전
- 심사위원

_ 송홍섭_심사위원장 • 프로듀서/베이시스트
_ 봄여름가을겨울(김종진 • 전태관)_음악 그룹
_ 유영석_작곡가 겸 가수
_ 김종서_가수
_ 배철수_특별심사위원 • 라디오DJ 및 음악평론가
- 심사방법_심사위원1000점(50%) + 문자투표1000점(50%)
- 공연순서_공연 순서는 추첨에 의해 결정
- 미션_최고의 무대를 만들어라! (커버곡1곡+자작곡1곡)
- 축하공연

_ TOP밴드코치&참가밴드〈크게 라디오를 켜고〉
_ 김창완 밴드〈Darn it 〉
_ N.EX.T〈해에게서 소년에게〉
| 결승전 ROUND 1                  |                                 |                                 |                                 |                                 |                                 |                                 |        |        |        |       |       |       |       |       |       |        |                                 |                                 |                                 |                                 |                                 |                                 |                                 |                |  |
| 내 마음에 주단을 깔고_산울림    | 내 마음에 주단을 깔고_산울림    | 내 마음에 주단을 깔고_산울림    | 내 마음에 주단을 깔고_산울림    | 내 마음에 주단을 깔고_산울림    | 내 마음에 주단을 깔고_산울림    | 내 마음에 주단을 깔고_산울림    |        |        |        |       |       |       |       |       |       |        | 사랑, 그 쓸쓸함에 대하여_양희은 | 사랑, 그 쓸쓸함에 대하여_양희은 | 사랑, 그 쓸쓸함에 대하여_양희은 | 사랑, 그 쓸쓸함에 대하여_양희은 | 사랑, 그 쓸쓸함에 대하여_양희은 | 사랑, 그 쓸쓸함에 대하여_양희은 | 사랑, 그 쓸쓸함에 대하여_양희은 |                |  |
| 코치/정원영 톡식                | 코치/정원영 톡식                | 코치/정원영 톡식                | 코치/정원영 톡식                | 코치/정원영 톡식                | 코치/정원영 톡식                | 코치/정원영 톡식                | 총 점  | 총 점  | 총 점  | 총 점 | 총 점 | 총 점 | 총 점 | 총 점 | 총 점 | 총 점  | POE 코치/남궁연                 | POE 코치/남궁연                 | POE 코치/남궁연                 | POE 코치/남궁연                 | POE 코치/남궁연                 | POE 코치/남궁연                 | POE 코치/남궁연                 |                |  |
| 보컬 및 기타 김정우 드럼 김슬옹 | 보컬 및 기타 김정우 드럼 김슬옹 | 보컬 및 기타 김정우 드럼 김슬옹 | 보컬 및 기타 김정우 드럼 김슬옹 | 보컬 및 기타 김정우 드럼 김슬옹 | 보컬 및 기타 김정우 드럼 김슬옹 | 보컬 및 기타 김정우 드럼 김슬옹 |        |        |        |       |       |       |       |       |       |        | 보컬 • 건반 물렁곈 드럼 이현도  | 보컬 • 건반 물렁곈 드럼 이현도  | 보컬 • 건반 물렁곈 드럼 이현도  | 보컬 • 건반 물렁곈 드럼 이현도  | 보컬 • 건반 물렁곈 드럼 이현도  | 보컬 • 건반 물렁곈 드럼 이현도  | 보컬 • 건반 물렁곈 드럼 이현도  |                |  |
|                                 |                                 | 99                              | 94                              | 92                              | 96                              | 97                              |        | 478    | 478    | 478   | 478   | 478   | 454   | 454   | 454   | 454    | 454                             |                                 | 95                              | 90                              | 90                              | 80                              | 99                              |                |  |
| 봄여름가을겨울                  | 봄여름가을겨울                  | 봄여름가을겨울                  | 송홍섭                          | 배철수                          | 유영석                          | 김종서                          | 김종서 | 김종서 | 김종서 |       |       |       |       |       |       | 김종서 | 김종서                          | 김종서                          | 김종서                          | 유영석                          | 배철수                          | 송홍섭                          | 봄여름가을겨울                  | 봄여름가을겨울 |  |
| 결승전 ROUND 2                  |                                 |                                 |                                 |                                 |                                 |                                 |        |        |        |       |       |       |       |       |       |        |                                 |                                 |                                 |                                 |                                 |                                 |                                 |                |  |
| 잠시라도 그대_톡식              | 잠시라도 그대_톡식              | 잠시라도 그대_톡식              | 잠시라도 그대_톡식              | 잠시라도 그대_톡식              | 잠시라도 그대_톡식              | 잠시라도 그대_톡식              |        |        |        |       |       |       |       |       |       |        | Fall_POE                        | Fall_POE                        | Fall_POE                        | Fall_POE                        | Fall_POE                        | Fall_POE                        | Fall_POE                        |                |  |
| 코치/정원영 톡식                | 코치/정원영 톡식                | 코치/정원영 톡식                | 코치/정원영 톡식                | 코치/정원영 톡식                | 코치/정원영 톡식                | 코치/정원영 톡식                | 총 점  | 총 점  | 총 점  | 총 점 | 총 점 | 총 점 | 총 점 | 총 점 | 총 점 | 총 점  | POE 코치/남궁연                 | POE 코치/남궁연                 | POE 코치/남궁연                 | POE 코치/남궁연                 | POE 코치/남궁연                 | POE 코치/남궁연                 | POE 코치/남궁연                 |                |  |
| 보컬 및 기타 김정우 드럼 김슬옹 | 보컬 및 기타 김정우 드럼 김슬옹 | 보컬 및 기타 김정우 드럼 김슬옹 | 보컬 및 기타 김정우 드럼 김슬옹 | 보컬 및 기타 김정우 드럼 김슬옹 | 보컬 및 기타 김정우 드럼 김슬옹 | 보컬 및 기타 김정우 드럼 김슬옹 |        |        |        |       |       |       |       |       |       |        | 보컬 • 건반 물렁곈 드럼 이현도  | 보컬 • 건반 물렁곈 드럼 이현도  | 보컬 • 건반 물렁곈 드럼 이현도  | 보컬 • 건반 물렁곈 드럼 이현도  | 보컬 • 건반 물렁곈 드럼 이현도  | 보컬 • 건반 물렁곈 드럼 이현도  | 보컬 • 건반 물렁곈 드럼 이현도  |                |  |
|                                 |                                 | 99                              | 94                              | 88                              | 86                              | 93                              |        | 460    | 460    | 460   | 460   | 460   | 468   | 468   | 468   | 468    | 468                             |                                 | 95                              | 92                              | 90                              | 92                              | 99                              |                |  |
| 봄여름가을겨울                  | 봄여름가을겨울                  | 봄여름가을겨울                  | 송홍섭                          | 배철수                          | 유영석                          | 김종서                          | 김종서 | 김종서 | 김종서 |       |       |       |       |       |       | 김종서 | 김종서                          | 김종서                          | 김종서                          | 유영석                          | 배철수                          | 송홍섭                          | 봄여름가을겨울                  | 봄여름가을겨울 |  |

결승전 최종 결과
- 심사위원 점수합계

톡식 : 938 VS POE : 922
- 최종점수(심사위원점수+시청자 문자투표 총합)

톡식 : 1515 VS POE : 1345

## 최종 순위
| 순위 | 이름            | 소속                         |
| ---- | --------------- | ---------------------------- |
| 1    | 톡식            | TNC                          |
| 2    | 포              | Lambeth Owl                  |
| 3    | 게이트 플라워즈 | 에코브리드                   |
| 4    | 제이파워        | 레드박스, 前소니뮤직         |
| 5    | WMA             |                              |
| 6    | 아이씨사이다    | TNC                          |
| 7    | 라떼라떼        |                              |
| 8    | 투스테이        | 로켓펀치뮤직                 |
| 9    | 엑시즈          | 유니버설뮤직                 |
| 9    | 시크            | 엠브리카뮤직                 |
| 11   | 브로큰 발렌타인 | BV, 前롤링컬쳐원, 前뮤직시티 |
| 11   | 하비 누아주     | 포크라노스, 前Team Kabeto    |
| 13   | 번아웃하우스    | 루디컴퍼니                   |
| 13   | 블루니어마더    | 노바                         |
| 15   | S1              |                              |
| 16   | 라이밴드        | 노바                         |

## 방영 목록
| 각 화 | 방송일           |                                                                            |
| ----- | ---------------- | -------------------------------------------------------------------------- |
| 01화  | 2011년 6월 4일   | 프롤로그                                                                   |
| 02화  | 2011년 6월 11일  | 1차 예선                                                                   |
| 03화  | 2011년 6월 18일  | 1차 예선                                                                   |
| 04화  | 2011년 6월 25일  | 2차 예선                                                                   |
| 05화  | 2011년 7월 2일   | 2차 예선                                                                   |
| 06화  | 2011년 7월 9일   | 2차 예선                                                                   |
| 07화  | 2011년 7월 16일  | 조 편성                                                                    |
| 08화  | 2011년 7월 23일  | 조별경연(김도균조, 노브레인조)                                             |
| 09화  | 2011년 7월 30일  | 조별경연(남궁연조, 신대철조)                                               |
| 10화  | 2011년 8월 6일   | 조별경연(정원영조, 체리필터조)                                             |
| 11화  | 2011년 8월 13일  | 패자부활전                                                                 |
| 12화  | 2011년 8월 20일  | 16강 대진 결정                                                             |
| 13화  | 2011년 8월 27일  | 16강전(게이트 플라워즈 vs 번아웃하우스, 아이씨사이다 vs 시크)              |
| 14화  | 2011년 9월 3일   | 16강전(POE vs 라이밴드, WMA vs 블루니어마더)                               |
| 15화  | 2011년 9월 10일  | 16강전(2STAY vs 엑시즈, 톡식 vs 브로큰발렌타인)                            |
| 16화  | 2011년 9월 17일  | 16강전(제이파워 vs 하비누아주, S1 vs 라떼라떼)                             |
| 17화  | 2011년 9월 24일  | 8강전(게이트 플라워즈 vs 아이씨사이다, POE vs WMA) / 축하공연 : 국카스텐   |
| 18화  | 2011년 10월 1일  | 8강전(2STAY vs 톡식, 제이파워 vs 라떼라떼) / 축하공연 : 피아               |
| 19화  | 2011년 10월 8일  | 4강전(게이트 플라워즈 vs POE, 톡식 vs 제이파워) / 축하공연 : 델리 스파이스 |
| 20화  | 2011년 10월 15일 | 결승전 / 축하공연 : 김창완 밴드, 넥스트                                    |
| 21화  | 2011년 10월 29일 | TOP밴드 스페셜 1편 148일간의 기록                                          |
| 22화  | 2011년 11월 5일  | TOP밴드 스페셜 2편 148일간의 TOP 시크릿                                    |
| 23화  | 2011년 12월 17일 | TOP밴드 록 페스티벌                                                        |

## 시청률
- AGB 닐슨 미디어리서치

| 회차 | 방송 일자        | 전국 시청률 |
| ---- | ---------------- | ----------- |
| 1회  | 2011년 6월 4일   | 5.0%        |
| 2회  | 2011년 6월 11일  | 3.6%        |
| 3회  | 2011년 6월 18일  | 4.4%        |
| 4회  | 2011년 6월 25일  | 5.0%        |
| 5회  | 2011년 7월 2일   | 5.4%        |
| 6회  | 2011년 7월 9일   | 5.1%        |
| 7회  | 2011년 7월 16일  | 4.8%        |
| 8회  | 2011년 7월 23일  | 3.8%        |
| 9회  | 2011년 7월 30일  | 3.6%        |
| 10회 | 2011년 8월 6일   | 3.5%        |
| 11회 | 2011년 8월 13일  | 3.6%        |
| 12회 | 2011년 8월 20일  | 4.0%        |
| 13회 | 2011년 8월 27일  | 3.7%        |
| 14회 | 2011년 9월 3일   | 4.1%        |
| 15회 | 2011년 9월 10일  | 4.1%        |
| 16회 | 2011년 9월 17일  | 4.6%        |
| 17회 | 2011년 9월 24일  | 4.2%        |
| 18회 | 2011년 10월 1일  | 4.2%        |
| 19회 | 2011년 10월 8일  | 4.1%        |
| 20회 | 2011년 10월 15일 | 5.0%        |

## 같이 보기
- TOP밴드 2
- TOP밴드 3